# Karaté
Pour les articles homonymes, voir Karaté (homonymie).
 (novembre 2015).
Si vous disposez d'ouvrages ou d'articles de référence ou si vous connaissez des sites web de qualité traitant du thème abordé ici, merci de compléter l'article en donnant les références utiles à sa vérifiabilité et en les liant à la section « Notes et références ».
Le karaté (空手道, karate-dō) est un art martial, dit japonais. Cependant, il est originaire du royaume de Ryūkyū, un ancien royaume indépendant annexé par le Japon en 1879. Il s'est développé sur l'île Okinawa, île principale de l'archipel Ryūkyū, en dérivant de la boxe de la grue blanche, pratiquée dans la province du Fujian, lors d'échanges avec la Chine impériale des Qing.
Il est « basé sur l'éducation de la volonté et de la maîtrise physique du corps ». Il se pratique sous deux formes : le combat et le kata.
Gichin Funakoshi est considéré comme le « père » du karaté moderne.
Il fut introduit en Europe dans les années 1950 par des experts japonais, notamment Hiroo Mochizuki, le premier à recevoir le 10ᵉ dan, grade ultime, en France.
En 2021, le karaté est un sport olympique provisoire lors des Jeux de Tokyo.
Il existe plusieurs styles de karaté dont le Shotokan-ryu, le Wado-ryu, le Shito-ryu, le Shorin-ryu ou encore le Goju-ryu (Voir Styles majeurs de karaté et Voir Autres styles et disciplines dérivées).

## Étymologie
En japonais, le kanji kara (空) signifie le « vide », plus précisément la « vacuité » au sens bouddhique du terme ; té (手) est la main et, par extension, la technique avec laquelle on la réalise. Dō (道) signifiant « voie », karate-dō peut être traduit par « la voie de la main vide » ou « la voie de la main et du vide », compris dans le sens « la voie de la vacuité (au sens bouddhique/zen), réalisée par la main (les techniques) » ou dans le sens « combat à mains nues », les différentes interprétations ne s'excluant pas mutuellement.
À l'origine, « karaté » était écrit avec les kanjis 唐手 (tō-de : « main Tang » ou « main de Chine »). Le 25 octobre 1936, en raison de la montée du nationalisme japonais, et aussi à cause de l'antagonisme avec la Chine, et pour faciliter la reconnaissance et la diffusion du karaté, les principaux grands maîtres (dont Hanashiro Chomo, Motobu Chôki, Chôshin Chibana  et Chojun Miyagi) ont remplacé ces kanjis pour « gommer » l'origine chinoise, sacrifiant ainsi à l'usage japonais du moment (remplacement par des kanjis de prononciation équivalente, d'« origine » japonaise).

## Présentation générale
Le karaté est une discipline martiale dont les techniques visent à se défendre uke (受け), puis à répondre par une attaque (atemi (当て身)) au moyen des différentes parties du corps : doigts (nukite), mains ouvertes (shuto) et fermées (tsuki), avant-bras (ude), pieds (geri), coudes (enpi), genoux ([ex. : hiza geri]). Les 20 préceptes du karaté voudraient qu'il n'existe pas d'attaque pure et dure de la part d'un karatéka.
Ainsi distingue-t-on chez le combattant nippon deux types de répliques à l'attaque : le go no sen, qui consiste en une contre-attaque une fois que l'adversaire a déjà porté ou tenté de porter son coup ; et le sen no sen, généralement qualifié "d'attaque dans l'attaque", qui consiste quant à lui à porter la contre-attaque avant même que l'adversaire ait eu le temps d'exercer sa technique. Un sen no sen parfaitement maîtrisé pourrait laisser penser, d'un point de vue extérieur, à une anticipation, ou à une inversion des rôles attaquant / défenseur, du fait que le spectateur ne perçoit pas nécessairement les signes de déclenchement d'une attaque. Pour autant, la finesse d'exécution du sen no sen ne saurait remettre en cause la notion de riposte : le karatéka travaille toujours ses attaques sur un mode défensif.
Des nuances de contenus techniques et philosophiques sont relativement marquées en fonction du style (Shōrin-Ryu, Shōtōkan, Shōtōkai, Wadō-ryū, Shitō-ryū, Gōjū-ryū, etc.).
Pour acquérir la maîtrise de ces techniques en combat, l'enseignement comporte trois domaines d'étude complémentaires : le kihon (基本), les katas (型 ou 形) et le kumite (組手). Mais d'autres domaines d'étude font partie de l'apprentissage. Le placement et la maîtrise de la respiration sont essentiels à la compréhension des techniques de karaté. En outre, certains maîtres pratiquent la méditation zen :
- le kihon (qui signifie « technique de base ») consiste à répéter individuellement, et la plupart du temps en groupe, des techniques, positions et déplacements. Pratiqué avec un partenaire de façon codifiée, on parle alors de kihon-kumite ;
- le kata (qui signifie « forme ») est un enchaînement codifié et structuré de techniques « représentant un combat réel contre plusieurs assaillants virtuels quasi simultanés » et ayant pour but la formation du corps, l'acquisition d'automatismes ainsi que la transmission de techniques secrètes. Le kata dépasse l'aspect purement technique en permettant au pratiquant, après de nombreuses répétitions, de tendre vers la perfection des mouvements (pour certains, on pourrait dire la danse des combattants) ;
- le dernier domaine est le kumite, ou combat. Littéralement, cela signifie « grouper les mains », c'est-à-dire travailler en groupe et non plus tout seul (voir randori). Cette notion de kumite peut prendre de multiples formes en karaté, de la plus codifiée à la plus libre. Le combat peut être prédéfini (kihon-kumite), fixé à un nombre d'attaques précis (ippon kumite pour une attaque, nihon kumite pour deux attaques, sanbon kumite pour trois attaques, etc.), souple (jū kumite), sans contact (kunde kumite) ou libre (jiyū kumite).

## Les origines de l'art

### Bodhidharma et le temple de Shaolin (l'origine mythique)
En 480 ou 520, un moine nommé Bodhidharma quitta l’Inde pour s’installer dans le monastère Shaolin dans le nord de la Chine.
La tradition affirme que les bonzes, faméliques parce que mal nourris, ne pouvaient supporter l’immobilité que leur imposait la méditation. Bodhidharma se souvint alors de diverses formes gymniques, plus ou moins guerrières, qu’il avait étudiées pendant son jeune âge sous la direction de son père. Ce dernier était en effet, en plus d'être roi, un haut initié de la caste des kshatriya et connaissait donc l’art du combat, proche de ce qui est, actuellement en Inde, le kalaripayat. Il mit donc au point une méthode connue sous le nom évocateur de « Nettoyage des muscles et des tendons, purification de la moelle et des sinus », le yijing kingyi suijing, parfois écrit i chin ching, méthode connue également sous les dénominations de shi ba lo han she (shih pa loran sho) et de ekkinkyo (ekki kin kyo jya) en japonais.
Cette méthode mi-gymnique, mi-martiale provoqua de nombreuses réactions, puisqu’elle était considérée par certains comme étant à l’origine même des diverses pratiques martiales réputées du monastère de la Petite Forêt, donc de la plupart des arts martiaux chinois, et ce faisant des origines profondes des arts martiaux japonais (bujutsu et budō).
La diffusion de ces enseignements a été possible lors de l’invasion du temple Shaolin qui a forcé les moines à fuir dans toute la Chine et donc à diffuser ces techniques, y compris aux delà des frontières par le biais d'échanges. De nos jours, beaucoup de styles se disent toujours d’inspiration Shaolin.
Selon la tradition bouddhique, Bodhidharma serait le 28e descendant de Bouddha et le fondateur du chán (zen en japonais), bouddhisme influencé par le taoïsme et le plus répandu en Chine (à l'exception du Tibet et de la Mongolie-Intérieure), enrichi par la culture coréenne avant d'arriver enfin au Japon.

### Critique historique
Ces récits historiques de la création du karaté semblent néanmoins teintés du désir japonais de minimiser l’influence chinoise. Il s’avère que des pratiques guerrières, ou martiales, étaient déjà très développées en Chine bien avant la venue de Bodhidharma.
Sunzi, général chinois, dans ses Treize Chapitres sur l’Art de la Guerre, ouvrage écrit au IVe siècle av. J.-C., traite, par exemple, de l’« art du poing » (quanfa ou chuan fa) et en conseille l’usage aux officiers, 800 ans avant la venue de l’Illuminé en Chine.
Les historiens japonais de la période nationaliste attribuaient la paternité des arts martiaux à Bodhidharma, donc au courant bouddhiste zen. Ils en avaient ignoré les origines taoïstes à dessein, à l'instar des shoguns et autres daimyos pendant toute l'histoire du Japon, depuis l'époque Kamakura, le zen étant ce qui convenait le mieux à une « caste guerrière ».
Ils passaient ainsi sous silence les autres versions issues d’une tradition chinoise, avec laquelle le Japon impérial avait historiquement peu d’affinités.
Ceux d'aujourd'hui ne font guère mieux, en attribuant au karaté ancestral okinawaïen les modifications qu'ils ont eux-mêmes apportées à certaines techniques ainsi qu'à leur nom, ou en qualifiant de « traditionnelles » les écoles modernes les plus récentes, maitre Gichin Funakoshi étant le « père » du karaté « moderne ». (Opposition des termes « traditionnel » et « moderne ».)
En outre, il semble qu'il y avait bel et bien cinq temples portant l'appellation Shaolin en Chine. Le moine bouddhiste aurait trouvé refuge non pas dans le monastère Shaolin du Quangzhou (d'où proviennent bien les applications martiales apparentées au kung-fu), mais dans celui de Songchan dans le He Nan, au centre de la Chine. Le monastère de Quangzhou étant situé bien plus au sud, son influence sur la pratique martiale d'Okinawa est incontestable. Beaucoup de biographies de grands maîtres du karaté attestent d'ailleurs de très longs séjours réalisés dans le sud de la Chine. C'est le cas notamment de Kanryō Higaonna, le maître du naha-te, et de Chojun Miyagi, son meilleur disciple et père du Goju-ryu, qui furent plutôt influencés par les traditions martiales taoïstes (travail basé sur la respiration abdominale, entre autres), mais aussi de Sakugawa Kanga ou Tode Sakugawa et de Sokon Matsumura, père du Shōrin-ryū, ancêtre du shōtōkai qui, eux, ont voyagé dans presque toute la Chine et ont été plutôt influencés par les Shaolin quan (« poings de Shaolin ») mais aussi, plus près de nous, de Kanbun Uechi, ce qui indique la persistance des échanges.
Une autre piste concernant une possible origine du Karaté résiderait dans les nombreux échanges entre le royaume d'Okinawa et Siam (Thailande). Dans Okinawa – The History of an Island People l'historien George H. Kerr attribue sa création au Siam, ou à l'Indo-Chine. Le Muay Boran pratiqué par les guerriers du Royaume de Siam a ainsi possiblement influencé le développement du Karaté.

### D'Okinawa au Japon
Après avoir été importé de Chine, le karaté a été développé et perfectionné dans le royaume de Ryūkyū (1429–1879), principalement à Okinawa. Au début de l'expansionnisme de l'ère Shōwa, le Japon conquiert le royaume (en) entre 1872 et 1879. Les plus grands experts de la fin du XIXe siècle et du début du XXe, dont Hanashiro Chomo, Chotoku Kyan, Azato Yasutsune (le premier maître de Funakoshi), Kentsu Yabu, Ankō Itosu (le second maître de Funakoshi), Chibana Chōshin (l'un des condisciples de Funakoshi), Gichin Funakoshi, Kanryō Higaonna, Chōjun Miyagi (disciple du précédent), Kenwa Mabuni (autre condisciple de Funakoshi), entre autres, sont tous originaires d’Okinawa. À part Kanryō Higaonna et Chōjun Miyagi, son disciple et successeur, tous les autres, sans exception, sont des disciples, directs ou indirects, de Sokon Matsumura (1809-1896).
Il n’y a pas de traces écrites de la transmission de ces techniques à Okinawa, qui est le berceau du karaté tel qu'il est pratiqué aujourd’hui. Mais ce dont on est sûr, c’est que ces techniques ont été importées en grande partie de Chine, la culture d'Okinawa étant encore plus sinisée que la culture japonaise. Les Okinawaïens avaient aussi des techniques martiales qui leur étaient propres, comme la rotation axiale du poing dans les coups de poing et les blocages.
En 1409, le roi Sho Hashi unifie les territoires d’Okinawa. Sous son règne se développe l'art du ti (ou te, ou di), cependant déjà présent chez les classes guerrières et nobles. Deux cents ans plus tard, soit en 1609, l'invasion de l'île par le clan Satsuma appauvrit la noblesse okinawaïenne, la contraignant à exposer une de ses dernières richesses : le te. Les armes sont encore confisquées par le nouveau gouvernement japonais ; cependant, les armes à feu ayant supplanté les armes blanches, l'autorité se soucie peu du contrôle des villageois. L'art martial des îles Ryūkyū (Ryūkyū no ti ou te) existait déjà, mais était enseigné en vase clos et n'est pas apparu à cette période. Aucune source historique ne justifie la pose arbitraire de la création du te à cette date : les classes paysannes ne repoussaient pas des samouraïs en armure et équipés d'armes à feu à mains nues et n'avaient pas accès au savoir du te. En revanche, les classes de guerriers, de la police, de l'administration (peic hin) ou des nobles participent au développement du te. On remarque que les maîtres de cet art sont tous d'origine sociale aisée (marchands, nobles, officiers), pratiquant de ce fait entre eux.
Pour ces raisons, les classes aisées d’Okinawa ont adapté les méthodes de combat chinoises reprises sous le nom de Okinawa-te (nom donné au tō-de à partir de la seconde moitié du XIXe siècle, en réaction à la domination japonaise) en développant des techniques de combat à mains nues. Te signifiant « main », Okinawa-te signifiait donc les techniques de combat à mains nues d’Okinawa. Dans le dialecte okinawaïen (uchinaguchi), le terme tōdi était également employé.

### Facteurs de développement du karaté
De nombreux facteurs ont permis le développement du karaté (initialement tō-de ou to-te ou to-di, « main chinoise ») ou encore plus simplement appelé de ou te par les Okinawaïens) :

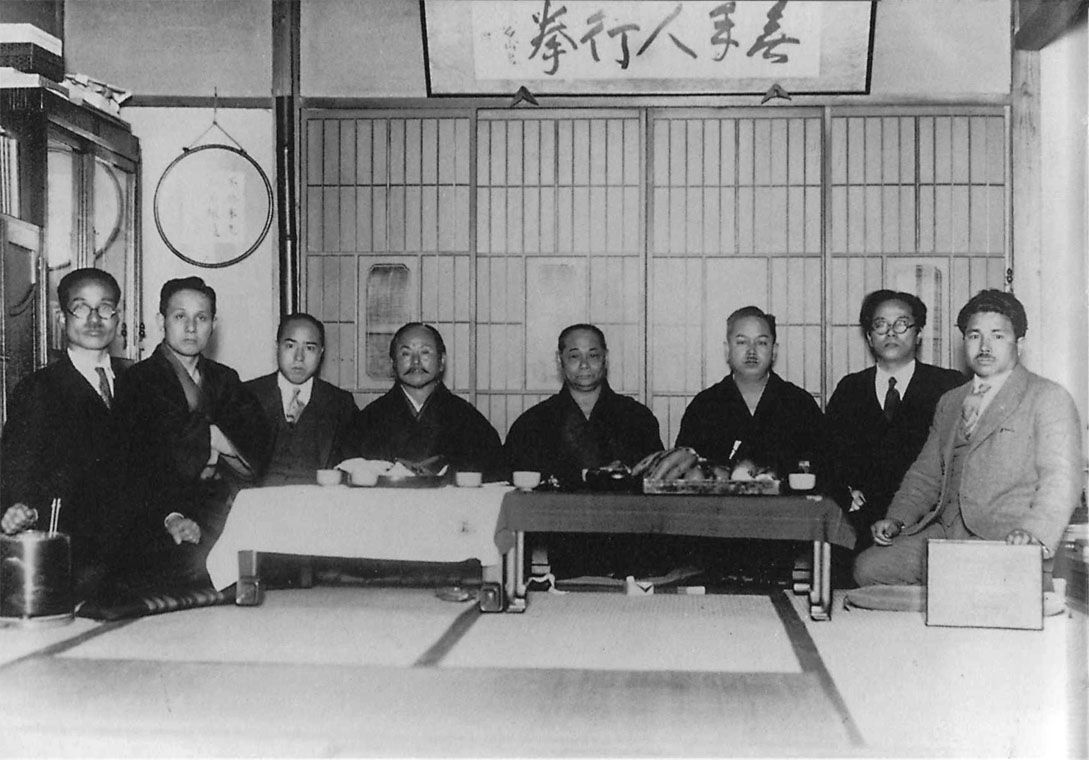
Les maîtres du karaté à Tokyo (années 1930).
(En partant de la gauche) : Kanken Tōyama, Hironori Ohtsuka, Takeshi Shimoda, Gichin Funakoshi, Chōki Motobu, Kenwa Mabuni, Genwa Nakasone et Shinken Taira.

- les nombreux échanges commerciaux entre Okinawa et la Chine ainsi que le lien de vassalité qui reliait les rois d'Okinawa à la dynastie chinoise ; de ce fait, de nombreux habitants de l'île sont partis étudier un art martial chinois, puis, de retour, l'ont adapté en l'incorporant à leur propre art martial ;
- l'installation sur l'île d'Okinawa, dans le village de Kume, de 36 familles chinoises dans le but de faciliter les échanges culturels et commerciaux entre cette île et la Chine ;
- certains historiens[Qui ?] affirment que le karaté s'est également développé sur l'île d'Okinawa en réaction à l'interdiction faite par les Japonais aux Okinawaïens de porter et de posséder des armes (après l'annexion au XVIIe siècle de l'archipel par le Japon et l'installation du clan Satsuma en 1609). Cette théorie largement reprise, sans fondements réels du fait de l'absence d'écrits (transmission orale jointe aux ravages de la Seconde Guerre mondiale) est critiquable. Premièrement, l'enseignement du te se faisait seulement dans les castes supérieures ; deuxièmement, nous n'avons pas d'exemples de villageois ayant repoussé les forces des Satsuma par leurs seuls poings ; troisièmement, l'art martial autochtone du te était déjà présent depuis des siècles. Même le kobudō (combat par armes usuelles, agraires ou simples) ne date pas de la confiscation des armes par le clan Satsuma. On peut ajouter que les samouraïs de Satsuma, bien qu'ayant établi un contrôle assez strict lors des sept premières années, étaient de façon générale assez généreux. Ainsi, ils laissèrent une certaine autonomie à la famille royale de Ryūkyū, et le port de sabres ne semble avoir été interdit qu'en public et autorisé pendant les cérémonies et en privé. Okinawa faisait également commerce de sabres avec la Chine à cette époque et reversait donc une partie des profits à Satsuma, tout en prenant un soin extrême de cacher aux Chinois leurs accords avec les Japonais (sinon, les accords commerciaux auraient été rompus, puisque le Japon isolé des Tokugawa n'était pas tributaire de la Chine impériale).

Bien que le te ne puisse être distingué en « styles », étant un ensemble, deux grands courants principaux sont apparus, liés aux deux principales villes d'Okinawa : Shuri (Shuri-te) et Naha (Naha-te). Un troisième courant (Tomari-te) s'est également développé, combinant certaines techniques des deux précédents, mais malgré tout plus proche du Shuri-te, ceci s'expliquant en partie par la situation géographique de sa ville d'origine, Tomari, située entre Shuri et Naha.
Du XVIIe siècle au XIXe siècle, du fait que la pratique de cet art était interdite par l'occupant japonais, les cours avaient lieu en secret, de nuit et dans des jardins fermés. Il s'est « ouvert » au milieu du XIXe siècle grâce à Sokon Matsumura, héritier du Shuri-te et créateur du Shōrin-ryū, qui fut le garde du corps personnel des trois derniers rois d'Okinawa et entraîneur officiel de leur garde.
À la suite du choix fait par Chōshin Chibana pour satisfaire la demande de Jigoro Kano (créateur du judo), c'est maître Funakoshi qui introduisit le karaté en 1922 sur l'archipel japonais en réalisant une démonstration devant l'empereur du Japon.
Le développement des techniques du karaté et leur enseignement s'est fait aussi grâce à des maîtres tels que Sōkon Matsumura (1809-1896), ainsi que son principal disciple et successeur Ankō Itosu (1832-1916).
Ce dernier a développé une véritable pédagogie du karaté Shōrin Ryu, créant les cinq premiers katas de base (pinan shodan, pinan nidan, pinan sandan, pinan yodan, pinan godan), à partir de plusieurs katas d'origines, longs et compliqués dont, entre autres, kosokun dai (ou kushanku dai ou encore kanku dai en japonais). Il fut, en 1901, l'instigateur de l'introduction du karaté comme « matière » obligatoire dans le cursus scolaire d'Okinawa. C'est d'ailleurs pour faciliter son enseignement à de jeunes enfants qu'il a créé les pinan.
Ce fut Chōjun Miyagi, le père fondateur du Gōjū-ryū, qui présenta le premier l'examen officiel de maître bushido devant les autorités du Dai Nippon Butokukai, organisme d'État japonais créé dans le but de contrôler tous les arts martiaux du pays. C'était la première fois qu'un maître de karaté faisait cette démarche. Il obtint le titre de kyōshi (« maître »), le plus haut titre qui sera jamais donné à l'époque à un maître de karaté présentant cet examen. Grâce à lui, cet art martial faisait, en 1935, sa véritable entrée dans le budō japonais.
La même année fut décidée l'adoption du terme « karaté » (dans le sens de « main vide ») par l'assemblée générale des « grands maîtres d'Okinawa ».
Un an plus tard, en 1936, sans doute sous la pression du Dai Nippon Butokukai, maître Funakoshi, après avoir modifié la forme et les techniques des katas eux-mêmes (pour sacrifier au développement du « sport spectacle » de l'époque, permettant ainsi au public ainsi qu'à des arbitres néophytes de comprendre ce qui se passe en compétition), en a changé et le nom (de naihanchi en tekki, et de pinan en heïan, de la prononciation chinoise à la prononciation japonaise pour les mêmes raisons que celles citées plus haut) et l'ordre des pinan, le premier étant devenu le deuxième et inversement.
En parallèle du karaté s'est développé le kobudō (combat avec des outils de la vie quotidienne, agraires ou autres ustensiles de cuisine faisant office d'armes : tonfa, nunchaku, bō, jō, saï, etc.) : l’interdiction d’utiliser des armes a été contournée par l’utilisation d’outils traditionnels. C’est ainsi qu’on retrouve parmi les armes traditionnelles d’Okinawa : le bō (le bâton de l’éleveur a de multiples usages), le nunchaku (utilisé pour battre le blé, le riz), le saï (trident qui servait à faire un trou pour planter le plant de riz), le tonfa (manche de meule), l'eku (la rame de barque).
L'école de kobudō la plus connue dans le monde est du courant de maître Matayoshi.

### La dénomination «karaté»
Comme dit plus haut, le karaté vient du Japon. Cet art de combat était connu à Okinawa sous le nom de tō-de depuis le XVe siècle jusqu'à la fin du XIXe siècle, puis d'Okinawa-te.
En 1935 ou 1936, le 25 octobre, les grands maîtres d'Okinawa ont organisé une « assemblée générale » pour décider de la politique à adopter pour favoriser le développement de leur art et en faciliter la reconnaissance et la diffusion au Japon. C'est lors de cette réunion que, à cause de la montée du nationalisme japonais et surtout de l'antagonisme sino-japonais du fait de la guerre récente entre les deux pays, perdue par la Chine, mais aussi pour montrer leur « japonisation », qu'ils ont décidé de modifier l'idéophonogramme et le pictogramme 唐手 (« main de la dynastie Tang ») qui étaient prononcés tō-te en okinawaïen et « karaté » en japonais par l'idéophonogramme et le pictogramme 空手 (« main vide » dans le sens bouddhique de vacuité) prononcés également « karate », suivant en cela les préconisations de l'un d'entre eux, Hanashiro Chomo, qui avait déjà fait cette modification en 1905.
Envoyé près de 15 ans plus tôt par les mêmes pour satisfaire la demande de Jigorō Kanō, Gichin Funakoshi, venu faire une démonstration, est resté au Japon pour enseigner le karaté. Jigorō Kanō lui apporta son aide pour s'installer et a adopté à son tour cette modification.
Depuis 2005, la préfecture d'Okinawa et les fédérations locales, célèbrent le 25 octobre comme« la journée du karaté », Karate no hi.

### Le karaté, sport olympique
Le karaté est officiellement admis aux Jeux olympiques de Tokyo en 2020. En outre, la Fédération mondiale de karaté (WKF) est reconnue par le Mouvement olympique et il est au programme des Jeux mondiaux, des Jeux asiatiques, des Jeux panaméricains et des Jeux méditerranéens, critères d'évaluation pour devenir sport olympique.
Le taekwondo est discipline olympique à partir des Jeux de 2000 à Sydney, sous l'impulsion de Juan Antonio Samaranch, président du Comité international olympique (CIO) de l'époque.
En 2005, lors de la 117e session du CIO à Singapour, il est décidé que le baseball et le softball ne seraient plus au programme des Jeux à partir des 2012. Il reste donc deux places disponibles pour de nouvelles disciplines. Cinq sports non olympiques sont examinés par la commission du programme olympique : le roller, le squash, le golf, le karaté et le rugby à sept. Après un premier vote, le squash et le karaté sont retenus comme finalistes pour être au programme des Jeux de Londres, mais ils n'obtiennent pas la majorité des deux tiers requise à l'époque pour devenir un sport olympique.
Le karaté est une nouvelle fois en lice pour être sport olympique lors des Jeux de 2016 et la majorité absolue des voix suffit alors. Cependant, il n'est une nouvelle fois pas retenu, au contraire du golf et du rugby à sept qui deviennent sports olympiques après le XIIIe congrès olympique, qui s'est tenu du 3 au 5 octobre 2009 à Copenhague.
En parallèle, des contacts ont lieu entre les fédérations de handisport et le Comité international paralympique pour que le handikaraté (notamment sa pratique en chaise) soit en démonstration dès les Jeux de Londres en 2012, mais la démarche n'aboutit pas.
Lors de la 123e session du CIO, à Durban en juillet 2011, sept sports sont retenus pour une éventuelle admission au programme sportif des Jeux de 2020 : le softball, le baseball, le karaté, le squash, le roller, le wushu, le wakeboard et l’escalade sportive. Il est décidé que la question de l'admission d’un ou plusieurs de ces sports au programme des Jeux de 2020 sera entérinée lors de la 125e session du CIO à Buenos Aires en septembre 2013. Néanmoins, le programme olympique est limité à 28 sports et toutes les places sont occupées : l'adhésion du karaté nécessiterait donc d'enlever un sport existant ou de faire passer le nombre de sports olympiques à 29. La Fédération mondiale de karaté lance à cette occasion une importante campagne de promotion du karaté. À la suite de la décision du CIO le 29 mai 2013, à Saint-Pétersbourg, le karaté n'est pas choisi pour figurer dans la liste restreinte des trois sports pouvant prétendre à participer aux JO de 2020. Toutefois, le CIO prend la décision d'étendre le nombre de disciplines en refaisant un grand appel à candidatures pour étendre le panel des sports proposés.

En août 2015, une série de fédérations présentent leurs disciplines au bureau du CIO réuni pour cette raison à Tokyo. À ce moment, il reste neuf sports en lice, dont le karaté. Le 1er juin 2016, la commission exécutive du CIO se déclare favorable à l'intégration du karaté. Le 3 août 2016, la décision finale est prise lors de la 129e session du CIO à Rio : le karaté ainsi que quatre autres sports (baseball/softball, escalade sportive, skateboard et surf) sont intégrés au programme à Tokyo.
 (septembre 2022).

## Styles majeurs de karaté
Les quatre styles majeurs ou officiels du karaté sont : le Shōtōkan, le Gōjū Ryu, le Wado Ryu et le Shito Ryu.
À part le Gōjū Ryu et le Shito Ryu, les deux autres styles sont issus exclusivement du Shōrin Ryu de Sōkon Matsumura.
Plusieurs écoles ou styles différents se sont créés au cours du XXe siècle. Ils varient tous les uns des autres, dans bien des domaines : frappes, positions de combat, utilisation d'armes, applications martiales…Ils ont grandi avec plus ou moins de réussite.
Bien qu'aujourd'hui il y ait beaucoup de différents karatés pratiqués en tant que sports, à l'origine il n’y en avait qu’un seul et unique. Le Premier Karaté ou Traditionnel (karate-dō) était le karaté « original », auquel ces différents sports, qui sont arrivés plus tard, ont emprunté le nom « karaté », comme il est généralement et largement utilisé aujourd'hui.
Après la Seconde Guerre mondiale, la valeur du karaté pour l'autodéfense, la forme physique, la compétition et le développement général mental et physique est devenue de plus en plus reconnue. Cependant, en tant qu’art martial, le karaté nécessite de longues études approfondies. La pratique du karaté allait connaître un boom de popularité, et les exigences de longues études approfondies finirent par être ignorées à cause de la demande du monde d’aujourd’hui, qui veut des résultats et un développement plus rapides.
La conséquence a été l'apparition de beaucoup de nouveaux sports utilisant le nom de karaté. Pour éviter la confusion avec ces récents enseignements, le public a commencé à distinguer le karaté originel en tant que « karaté traditionnel ».

### Shōtōkan Ryu
Shōtōkan-ryū est un style de karaté japonais fondé en 1938 et issu du Shorin Ryu d'Okinawa introduit par Gichin Funakoshi.
Il fut l'un des premiers à promouvoir cet art martial et fut choisi afin de représenter le karate-dō lors de la première démonstration nationale d'athlétisme à Tokyo en 1922, sur invitation de Jigorō Kanō, fondateur du judo.
C'est le fils de Gichin Funakoshi, Yoshitaka, qui fut à l'origine du style tel qu'on le connaît désormais. Ce style est considéré comme l'un des plus puissants. Les coups de poing sont directs, les coups de pied bas et les katas sont longs (comme dans le Shorin Ryu dont il est issu).

### Gōjū Ryu

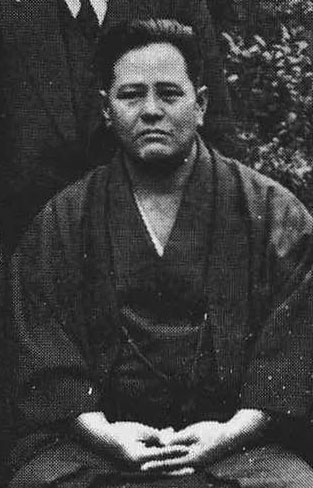
Chōjun Miyagi.

Le Gōjū-ryū est un style de karaté prenant son origine dans le Naha-te (puis Shōrei-ryū) d’Okinawa et fondé par Chojun Miyagi, en 1926. C'est ce dernier qui concrétisa le passage du Naha-te au Goju Ryu et qui décida de l'appellation. La véritable branche japonaise du Gōjū Ryu connut toutefois son essor avec un de ses élèves, Gogen Yamaguchi, un maître légendaire du karaté qui fut surnommé « le chat ».

Le style Goju Ryu a été celui de la casse par excellence, exercice pratiqué précédemment afin de voir le degré de force et de résistance des meilleurs élèves. Style de karaté resté assez traditionnel, il marie des techniques issues de différentes écoles chinoises (mêmes concepts techniques, même importance donnée au travail de l'énergie interne) ainsi que les bases ancestrales d'Okinawa.
Caractérisé par des positions naturelles, il comprend des modes de frappes et des déplacements souvent circulaires, visant les points vitaux, les coups de pied bas.
Le représentant en France au sein de la Fédération française de karaté est maître Oshiro Zenei.

### Wadō Ryu
Le Wadō-ryū (和道流, « l'école de la voie de la paix ») est un style japonais de karaté créé en 1939 par Hironori Ohtsuka. Celui-ci était maître de ju-jitsu lorsqu’il découvrit le karaté sous la férule de Gichin Funakoshi. Il complétera quelques lacunes grâce à ses connaissances initiales et à la pratique du Shito Ryu afin de créer son style plus proche du budō. Initialement pratiquant de karaté Shōtōkan, Ohtsuka perçoit les limites de ce style après une sévère défaite que lui inflige un pratiquant de boxe chinoise. Il modifia le Shōtōkan original en développant un style moins rigide, visant à éviter les coups de l'adversaire plutôt qu'à les bloquer comme le fait le karaté Shōtōkan. C'est ce style qui a été choisi pour le taihojutsu, méthode d'intervention de la police japonaise et du Kidotai (escouade anti-émeute).

### Shitō Ryu
Shitō-ryū est un style de karaté d’Okinawa créé en 1939 par Kenwa Mabuni. Le fondateur a été un élève brillant des 2 grands maîtres de l’île : Anko Itosu du Shuri-te, et Kanryo Higashionna (ou Higaonna) du Naha-te. Ce style possède officiellement 60 katas. Le Shito Ryu est le style possédant le plus de katas. Maître Mabuni, créateur du style, rajouta au Naha-te et au Shuri-te des techniques souples de mains comme des blocages circulaires et des attaques de poings à courte distance qui lui furent nécessaires dans l'exercice de son métier de policier. Ce style utilise des coups de poing souples et les coups de pied visent les parties médianes du corps.
 (septembre 2022).

## Autres styles et disciplines dérivées

### Liste alphabétique des autres styles de karaté et des disciplines dérivées du karaté

#### Chito-kan
Fondé par soke Pierre Myre au Canada, surtout répandu en Amérique du Nord. Soke Pierre Myre a donc fondé son style en regroupant trois maisons : Shoto-kan /Chito Ryu et le jeet-kun-do pour n'en faire qu’un où l’on pratique le traditionalisme et les techniques rapides de la main ouverte tout en respectant les origines

#### Chitō Ryu
Ne doit pas être confondu avec Shitō-ryū.
Le style Chito Ryu (en) fondé en 1946, a été développé par le Dr Tsuyoshi Chitose, gynécologue et obstétricien. Chitose est né à Naha, sur l'île d'Okinawa, le 18 octobre 1898. À l'âge de 7 ans, il commence sa formation en karaté sous la gouverne du fameux maître de karaté d'Okinawa Arigaki Seisho en 1905. Il a notamment pratiqué les arts martiaux avec les grands maîtres suivants :
Choyu Motobu, Choki Motobu, Hanashiro Chomo, Kanryū Higashionna, Chotoku Kyan, Moden Yabiku, Sanda Chinen, Anko Itosu, Gichin Funakoshi (Shōtōkan Ryu), Kenwa Mabuni (Shito Ryu), Kanken Toyama (Shudo-kan), Yasuhiro Konishi (Ryobu-kai), Chojun Miyagi (Goju Ryu), Gogen Yamaguchi (Goju-kai).
Alors que Chitose enseignait au premier dojo de Funakoshi, il a enseigné à un autre homme, Masatoshi Nakayama, qui deviendra plus tard l'instructeur chef de l'Association japonaise de karaté (JKA). Le Dr Tsyuoshi Chitose est décédé le 6 juin 1984. Dans le milieu des années 1970, il y avait plus 40 000 étudiants et instructeurs de ce style au niveau mondial.[réf. nécessaire]

#### Gembukan Tōde ryū
Le Gembukan-Tōde est une école de karate-dō issue de l'enseignement de senseï Ogura Tsuneyoshi au Gembukan dojo (créé à Kofu en 1944) et faisant référence aux racines chinoises de ce qui allait devenir karate-dō à Okinawa, puis au Japon, à partir des années 1920-1930.
Cette école, absente de la Fédération française de karaté, se situe hors du cadre sportif, compétitif et administratif généralement admis. Elle insiste sur la fluidité, la flexibilité et la continuité des mouvements au travers des katas, kihon et kumite, visant un épanouissement du pratiquant à travers une démarche à long terme. La progression propre à cette école n'utilise plus depuis 2006 le système hiérarchique en dan, mais uniquement les certificats de transmission et de compétence (menkyo-jō).
Décédé en 2007, senseï Ogura Tsuneyoshi a laissé trois personnes dans sa succession : Roland Habersetzer et Pierre Portocarrero en France, Hisanori Ogura son deuxième fils au Japon. Senseï Ogura a décerné le titre de shihan (1984), puis le certificat de transmission et d'enseignement menkyo kaiden (1988) à Pierre Portocarrero, lui accordant l'autorisation d'utiliser le nom du dojo « Gembukan » pour ultérieurement baptiser son ryūha (« courant », « style »). Ce fut chose faite en 2006 en bonne harmonie avec senseï Roland Habersetzer, soke (titre décerné de son vivant par senseï Ogura) de son propre ryūha, Tengu-no-michi.

#### Goju Ryu KuYuKai
Sous l'impulsion de plusieurs élèves de Gogen Yamaguchi, certaines écoles Gōju ont abandonné l'usage de la dureté au profit d'une plus grande fluidité. C'est le cas du Goju-Ryu KuYuKai enseigné par maître Osamu Hirano.

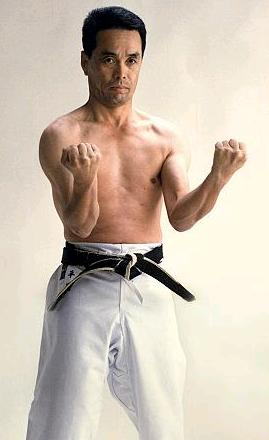
Saiko shihan Osamu Hirano réalisant le kata sanchin, le kata « phare » du Goju Ryu.

À titre d'exemple, sanchin, le kata respiratoire symbole du Goju (du même nom que la position des pieds : en sanchin rachi), y perd en contraction et sonorité pour y gagner en profondeur. Cette amplitude à l'inspiration et l'expiration lui a d'ailleurs valu de se voir rallongé. De façon générale, les frappes elles-mêmes se sont déliées avec pour conséquence une fluidité accrue des enchaînements.
De nos jours, le Goju Ryu KuYuKai compte de nombreux clubs à travers le monde.

#### Jeetkido-kaikan
Le shinkai jeetkidokai (截拳道館) traduit en français par « la voie du combat intégrale », plus connu sous le nom de jeetkïdô, est un art martial basé sur les traditions japonaises et vietnamiennes. Créé en 1945 à Osaka, au Japon, par Sosai Nguyen Luxuha, il est introduit en Europe à Lausanne en Suisse en 1984 par Kancho Shirigsu Ogama d'où il s'étend en Europe, sur le continent africain, au Brésil et aux États-Unis. Introduit en France en 1992 par Claude Santaguiliana, son développement est plus discret et placé sous l'autorité de la Fédération française de karaté et disciplines associées et de l'association nationale France jeetkidokaï karaté. Il fait partie des nombreux styles de karaté japonais et représente un karaté moderne dont la finalité est le combat libre ou free fight, dit aussi MMA Mixed Martial Arts. Le jeetkidokaï est un style de karaté de MMA ou Free Fight, sa particularité étant de toujours coller l'adversaire en combat pour l'amener au sol ; 80 % des combats en jeetkidokaï se terminent au sol, et seulement 20 % se terminent debout. Comme tous les styles de karaté, le jeetkidokaï travaille aussi les katas, les bunkai et d'autres techniques qui lui sont propres ; on lui donne le surnom de Free Fight Martial Art, ou Luxuha Karaté Intégrale "La Voie de l'efficacité Total."

#### Kanreikai
Cette organisation a été fondée en juillet 2004 par hanshi Manny Matias, 8e dan et instructeur-chef de l'administration centrale à Danbury CT (États-Unis), par senseï Robert Underhill, président également de l'administration centrale, et par senseï Denis Cordeiro, directeur, de Montréal (Canada). haitam aouam karate
Dans le milieu des années 1970, après une recherche approfondie, hanshi Manny Matias choisit de poursuivre sa pratique des arts martiaux sous la direction de Shigeru Oyama Soshu. Il a renoncé à ses écoles, à sa ceinture noire, et à son titre en tant que senseï d'un autre style pour se former sous le grand Shigeru Oyama Soshu[pas clair]. Soshu Shigeru a ensuite été saiko shihan de l'Organisation Karate Kyokushinkai fondée au Japon, par Mas Oyama. Après une période d'entraînement intensif, hanshi Manny a ouvert son dojo Kyokushinkai dans le Connecticut. Lorsque Shigeru Oyama Soshu, séparé de Kyokushinkai, a formé World Oyama Karate, hanshi Manny l'a loyalement suivi et est resté avec lui jusqu'à la démission de Soshu Shigeru en tant que directeur de l'organisation en 2004. Après sa démission, il y eut certains débats quant aux techniques du style Oyama. À la suite de cela, une séparation eut lieu qui donna naissance au style Kanreikai.
Peu de temps après la formation de World Kanreikai Karate, shihan Shlomi Lévy, qui exploite cinq écoles de karaté en Israël, a rejoint l'organisation. Ensuite, le New York dojo, nouvellement consolidé et dirigé par shihan Jose Coton, senseï David Sheeger, senseï Maria Van Dessel et senseï Michelle Gay, a également rejoint, renforçant encore la nouvelle organisation.[pas clair]
Ces gens sont les pionniers qui ont partagé la vision du monde de karaté Kanreikai à ses débuts. Ensemble, ils et beaucoup d'autres ont développé une organisation qui promeut le karaté traditionnel japonais Contact en poursuivant les enseignements des grands maîtres de Mas Oyama et Shigeru Oyama Soshu.[pas clair]

#### Kenpō ou Kempo Ryu
Le kenpō, ou « loi du poing », renvoie à un certain nombre de pratiques martiales d'origine japonaise, qui se sont étendues dans le monde, par l'intermédiaire d'Okinawa, puis de Hawaii, par maitre Chow. Certains l'assimilent au karaté japonais. Cependant, c'est un système qui a son identité propre, identité qui s'est renforcée au fil du temps.
Le grand maître Mitose James va introduire ce système dans l'île, puis certains de ses élèves, dont le professeur William K. S. Chow, vont le modifier. Ce dernier formera quelques élèves à l'origine d'autres systèmes de kenpō. Parmi les plus connus, on trouve : le maître Ed Parker, fondateur de l'American Kenpo ; le maître Emperado, fondateur du kajukenbo ; le maître Nick Cerio, élève de maître Chow, qui crée son propre style de kenpō, le système Nick Cerio's kenpō.
Plusieurs, comme Nick Cerio, se sont approprié le style pour le modifier. Ce système enseigne les blocages, les coups circulaires ainsi que les frappes. Les katas sont nombreux et très importants et les coups de pied sont très présents. C'est aussi très efficace en autodéfense.

#### Kenshikan kenpo karate ko
Le Kenshikan une branche du Shito ryū, créée par maître Kenji Kusano. Voir à ce sujet le site.

#### Kudo Daido Juku
Aujourd'hui appelé simplement Kudo, c'est une forme de karaté dur, héritier du Kyokushinkai, fondé en 1981 par maître Takashi Azuma. Maître Azuma est né en 1949, à Kenennuma, dans la province de Miyagi au Japon. Il commence les arts martiaux par la pratique du judo. En 1971, il découvre le karaté Kyokushinkai et deviendra le disciple de maître Oyama Masutatsu, fondateur du karaté Kyokushin. Il semble qu'après une altercation dans la rue, Azuma a compris l'utilité des frappes au visage (interdites en Kyokushinkai) et créa donc son style, le Kudo Daido Juku. C'est un style complet qui pratique le combat au sol, les projections et, bien sûr, le combat pieds poings avec droit de frapper au visage. Environ 2/3 du travail est constitué de frappes : poings, pieds, genoux, coudes et 1/3 du travail est constitué de projections et de combats au sol.
Ce qui a fait l'originalité du Kudo daido juku est le casque que portent les combattants lors des combats, casque qui a été mis au point par maître Masayuki Kukan Hisataka, fondateur du Karaté Contact Koshiki, puis repris et modifié par maître Azuma, pour éviter que les pratiquants aient des troubles cérébraux (comme certains pratiquants en ont après leur carrière, tel que Mohamed Ali), et se rapproche sur ce point du karaté Mumonkai.
La compétition se déroule au KO, on y utilise toute la panoplie du Kudo daido juku, le combat au sol est limité à trente secondes, les frappes au sol sont autorisées sauf à partir de la position montée où elles sont simulées. Un décompte des points a lieu si aucun des participants n'est KO ou a abandonné. Le ippon rapporte des points, tout comme les amenées au sol, etc.
Le Mumonkai est un style de karaté contemporain, fondé par maître Togashi Yoshimoto en 1973, qui s'illustra dans sa jeunesse en remportant défis et tournois de karaté. Il fut particulièrement apprécié par maître Oyama Masutatsu lui-même, après avoir notamment remporté la 5e place du All Japan Kyokushinkai de 1973 en toutes catégories, juste derrière celui qui deviendra deux ans plus tard le 1er champion du monde de karaté Kyokushinkai, Sato Katsuaki. Le Mumonkai est l'art du duel, où le poing est une flèche prête à être décochée.
Tout a commencé au Japon, en 1950, dans le temple Jozenji dans la préfecture de Yamagata, au nord-ouest du Japon, où Togashi Yoshimoto voit le jour. Élevé à la campagne, il ne se passionne pour le karaté que tardivement, vers ses 19 ans. Son intérêt le pousse à fréquenter différents dojos à la recherche du karaté absolu. Véritable samouraï des temps modernes, Togashi Yoshimoto est en quête d'un art martial authentique s'inspirant de méditation et dépassement de soi. En 1970, il se retire 10 jours dans les montagnes d'Ontake (nord de Nagoya), puis 100 jours en 1973 dans les monts Okutama. Entretemps, il effectue le yakunin-kumite (épreuve des 100 combats) et continue à participer à différents tournois open de karaté.
Très perplexe devant les règles de combat qui n'autorisent pas les coups aux parties vitales, il s'interroge alors sur le réalisme des méthodes de karaté qu'il rencontre et décide de s'isoler du monde durant un an, afin de trouver l'inspiration. C'est donc à l'issue de cette retraite, qu'il créé un style radicalement différent, auquel il donne le nom ésotérique Mumonkai (« École aux portes de la vacuité ») et en détermine les règles de combat basées sur l'authenticité.
Ce style de karaté met l'accent sur l’ichigeki (le « coup fatal ») en travaillant les tsuki (attaques directes) sur la base du ju-soko (coups de poing en flèche), afin que ceux-ci puissent mettre KO un adversaire en une seule frappe. En outre, c'est la garde très spécifique, qui permet à ses adeptes d'avoir un tsuki fulgurant et qui le caractérise dès le premier regard. Alors que de nombreux styles de karaté sont similaires et souvent dérivés les uns aux autres, le Mumonkai cultive quant à lui sa différence et ne se laisse pas aspirer par la mondialisation des arts martiaux.
Les passages de grade en kudo se décomposent en 3 parties: une partie physique (un certain nombre de pompes ou de développé-couché et de flexions selon le grade), une partie kihon et ido (mouvements de base) et une partie combat. Les règles et la durée des combats dépendent du grade, il y en a 4 types : kyokushin, boxe thaïlandaise, judo/jjb et kudo.
On peut également passer des grades en fonction de ses résultats en compétition (les combats en compétition remplacent alors les combats du passage de grade).
Lors du premier passage de grade, on peut directement « sauter » des kyus et devenir 7e ou 6e kyu par exemple, puis on passe les grades un par un sauf si on obtient de bons résultats en compétition.
- 9e kyu : ceinture blanche
- 8e kyu : ceinture jaune
- 7e kyu : ceinture orange
- 6e kyu : ceinture verte
- 5e kyu : ceinture bleue 1 barrette
- 4e kyu : ceinture bleue 2 barrettes
- 3e kyu : ceinture brune 1 barrette
- 2e kyu : ceinture brune 2 barrettes
- 1re kyu : ceinture brune 3 barrettes
- 1er dan jusqu'au 8e dan : ceinture noire

La compétition Mumonkai se pratique avec un casque à bulle, pour éviter les traumatismes au visage, autorise les techniques de poings, coudes, genoux et de jambes et admet les kin geri (frappes aux parties génitales) avec coquille. Cette forme de budō-karate garde donc, même en compétition, son aspect martial basé sur le combat réel.

#### Kyokushinkai
Kyokushinkai (l’école de « l’Ultime Vérité ») est un style créé en 1964 par Masutatsu Oyama à partir du Goju Ryu et de quelques éléments du Shōtōkan. Le karaté Kyokushin est basé sur le combat au contact, ce qui en fera d'ailleurs sa particularité. Pour les plus enhardis de ses karatékas, maître Oyama a créé une épreuve que chacun peut présenter quand il le désire : l'épreuve des 100 combats.
Selon la légende, maître Oyama aurait vaincu 52 taureaux et en aurait tué 3, se contentant le plus souvent de briser leurs cornes du tranchant de la main. Son fondateur inscrira son école dans la légende en participant à différentes formes de démonstrations et de casses spectaculaires. Avec plus de douze millions de pratiquants à travers les 5 continents[réf. nécessaire], le Kyokushinkai est le style de karaté le plus pratiqué.

#### Nanbudō
Le nanbudo a été fondé par Yoshinao Nanbu, qui est également le fondateur de l'école Sankukaï.

#### Seido

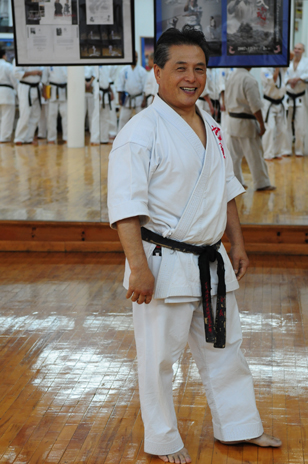
Kaicho Tadashi Nakamura

Ce style de karaté est présent aux États-Unis.
Le Seido a été fondé par Tadashi Nakamura (karatéka) (it), 9em dan. Tadashi Nakamura a commencé son étude du karaté en 1956 avec Masutatsu Oyama, le fondateur du style Kyokushin. En 1962 Tadashi Nakamura devient une sensation locale au Japon en mettant KO un champion de kick boxing ou boxe thaï dans un combat pour déterminer quel pays possède l'art martial le plus efficace.
À cette époque, Nakamura enseigne également le karaté et occupe les fonctions de chef instructeur a la base navale US de camp Zama près de Tokyo. Alors qu’il reçoit son 7e Dan en karaté Kyokushin, il est également le chef instructeur du dojo de Kyokushin de Honbu à Tokyo.
En 1966, Nakamaru est personnellement choisi par Masutatsu Oyama pour apporter « l’esprit vrai » du karaté aux États-Unis. Il enseignera le karaté Kyokushin pendant une dizaine d’années à New York et formera plusieurs étudiants talentueux.
En 1976 Nakamura se retire respectueusement du karaté Kyokushin. La même année il fonde l’organisation mondiale du karaté Seido, qui reflète sa vision de la signification réelle du karaté.
Il crée le karaté Seido qui signifie « la voie sincère », et vise à développer non seulement les techniques de karaté mais également à aider les individus à se réaliser et a aider leurs communautés. Le Seido repose en partie sur les bases techniques du Kyokushin, tout en apportant une dimension spirituelle supplémentaire ainsi qu’un enracinement dans la communauté ou il est enseigné. Rendre à sa communauté ce que l'on a reçu, transmettre les valeurs du Seido dans le désintéressement, aider les étudiants à se réaliser en tant qu'individu et se forger l'attitude du « non-renoncement » sont les valeurs à la base de l’enseignement du Seido.
Techniques de combat corollaires au karaté utilisant des ustensiles de la vie quotidienne en tant qu'armes, comme le sansetsukon, le nunchaku, les tonfa (manivelle de moulin à moudre) et le bō. Ces armes étaient utilisées par les agriculteurs pour se défendre contre les envahisseurs et les pirates,.

#### Seigokan
Seigokan (正刚馆) est un style traditionnel de karatedō Goju Ryu créé par Seigo Tada hanshi (8e dan), en 1945 (Kyoto, Japon). À un moment donné, en vie du grand maître Seigo Tada, dans les années 1960[pas clair], a été la plus grande organisation (Kai-Ha) du Goju Ryu au Japon, avec plus de 200 000 membres.

#### Shidokan
Le Shidokan est une discipline moderne en constante évolution, qui sait perpétuer la philosophie et l'éthique des arts martiaux ancestraux. Apparaissant comme l'un des styles les plus durs, les plus efficaces et les plus intransigeants, il devient incontournable pour les guerriers d'aujourd'hui.
Son fondateur, Maître Yoshiji Soeno, est né le 29 septembre 1947 à Tokorozawa, département de Saitama. Il est le descendant direct d’une famille de samouraïs. Il expérimente au Japon les arts martiaux suivants : judo, wado kaï, kendo, boxe et fait ses armes au karaté Kyokushinkaï sous la tutelle de Masutatsu Oyama et de trois de ses disciples : Tadashi Nakamura, Kenji Kurozaki et Akio Fujihara, pendant de nombreuses années.

#### Shinkudo
En 1987, Yves Déry fonda un style de karaté qu'il nomma Shinkudo. Cette discipline est un mélange de disciplines et de diverses expériences vécues dans le domaine des arts martiaux par celui-ci au cours de ses 33 ans d'expérience dans les arts de combat (karaté Shōtōkan, karaté Kyokushin, boxe, ju-jitsu, aiki ju-jitsu, kendo, etc.).
Le mot shinkudo signifie la « voie de l’esprit libre », shin voulant dire « esprit », ku « libre » et do « la voie ».
Le Shinkudo est non compétitif. Cette discipline, d'origine canadienne, est éducative et a une approche individualisée. Elle recherche le développement de chaque individu au niveau mental, physique et spirituel.
L'adepte du Shinkudo se perfectionnera par la pratique de katas (formes), par la pratique du kumite (combat), du shiwari (cassage) et du karate-jitsu (autodéfense), ce dernier aspect prenant une importance primordiale. Certains katame waza (techniques de contrôle), issus du ju-jitsu et de l’aïkido, ainsi que les atemi (frappes) et certains nage waza (projections) font partie des techniques à maîtriser pour l'adepte du shinkudo.
Le combat se fait avec contact, avec peu de protections (fondé sur la méthode Kyokushinkai), mais de façon graduelle et sécuritaire et le shinkudo a été reconnu par la WKF (World Kobudo Federation) en 2011.
En 2013, Yves Déry se retire de l'enseignement et laisse la place à son fils, Vincent. Ce dernier s'installe dans un nouveau local et poursuit la pratique du Shinkudo selon la philosophie de son père.

#### Shōrin Ryu
Shōrin-Ryū (少林流, style de Shaolin) est le style le plus ancien fondé par Sōkon Matsumura, et connaissant de multiples variantes. C'est le style le plus pratiqué à Okinawa. Il provient du shuri-te d'Okinawa.
Tous les styles de karaté modernes, sans aucune exception sont issus de son enseignement, y compris, en partie, le Gōjū Ryu, et le Uechi Ryu (les deux autres styles traditionnels okinawaïens).
Matsumura eut de nombreux disciples, dont plusieurs furent très éminents, en particulier Itosu Ankō, son successeur officiel, qui jeta les bases du développement du karaté tel que nous le connaissons aujourd'hui, et qui est un père du karaté moderne.

#### Shorinji Ryu
« L'école du temple de la petite forêt », en référence au temple de Shaolin, provenant du style Shuri-te sur l'île d'Okinawa. Créé par Joen Nagazato, lui-même élève de Chotoku Kyan, cette école contient à l'origine 9 katas que Kyan a enseigné à Nagazato et que ce dernier a voulu préserver tels quels. Ce style a connu par la suite quelques variantes selon qu'il fut enseigné par des Okinawaïens ou des Japonais de Honshu. En France, le Shorinjiryu a été développé sous l'influence du senseï Richard Kim par le senseï Richard Lee ; le style a intégré des techniques provenant du Naha-te comme du Tomari-te tout en conservant la fluidité du Shuri-te. Certains katas de kobudō sont également enseignés.

#### Shorinjiryu kenkoken
Shinan Masayoshi Kori Hisataka, créateur du Shorinjiryu kenkoken, est né le 22 avril 1907 sur l’île d’Okinawa. Il étudia avec de nombreux grands maîtres des arts martiaux tout le long de sa vie. Ces premiers enseignants d’art martiaux furent son père, son grand-père et son oncle qui lui enseignèrent la pratique familiale du Kudaka Ryu. Par la suite, alors qu’il était encore jeune, il commença son étude des arts martiaux dans les écoles du maître Anko Azato. Le maître Anko Azato était alors considéré un expert du karaté d’Okinawa et de la manipulation du sabre. Il est dit que celui-ci aurait appris à Shinan Masayoshi Kori Hisataka une forme particulière du kata nijushiho. Certains affirment également que shihan Masayoshi Kori Hisataka aurait étudié avec les maîtres Anko Itosu, Kanryo Higaonna et Chojun Miyagi alors que ceux-ci faisaient l’introduction du karaté dans les écoles d’Okinawa.
Lors de son adolescence, Shinan Masayoshi Kori Hisataka aurait passé quelque temps sur l’île japonaise de Kyūshū où il aurait appris le jujustu. Cependant, très peu d’informations sont disponibles à ce sujet. Il étudia également la manipulation des armes avec Ufuchiku Kanegushiku à la demande de la famille Hisataka. Sa pratique des armes se concentra alors particulièrement sur les saï, le bō et le jō. Cependant, son principal instructeur dans les arts martiaux fut le maître Chotoku Kyan, lui-même un étudiant du maître Anko Azato et l’un des meilleurs maîtres des arts martiaux d’Okinawa à l’époque. Maître Chotoku Kyan aurait enseigné à l’époque plusieurs caractéristiques clefs du Shorinjiryu d’aujourd’hui à Shinan Masayoshi Kori Hisataka tels que l’utilisation d’un poing vertical, le déhanchement et les esquives. Il commença son étude du karatedō avec ce dernier en 1919.

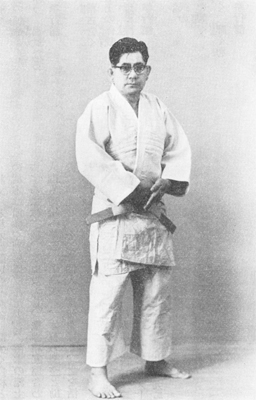
Shinan Masayoshi Kori Hisataka, fondateur du Shorinjiryū Kenkoken.

En 1929, il fit une tournée à Taïwan en compagnie du maître Chotoko Kyan et du maître Ryosei Kuwae. Ils firent alors plusieurs démonstrations et apprirent de différents adeptes locaux des arts martiaux. Une légende dit d’ailleurs qu’il ne perdit aucun combat lors de cette tournée.
Voulant toujours améliorer ses habiletés, il partit en Chine perfectionner l’art du Shorinjiryu Kempo. Au début des années 1930, il voyagea dans différents pays dont la Thaïlande, la Corée, la Birmanie, l’Afghanistan, la Russie et la Mongolie, perfectionnant dans chaque endroit sa connaissance des arts martiaux.
Puis il se rendit à Tokyo afin d’étudier le judo sous la tutelle du maître Sanpo Toku. En une seule année, Shinan Masayoshi Kori Hisataka serait parvenu au rang de ceinture noire quatrième dan. Il étudia également le kendo lors de cette période et aurait fait une tournée du Japon en compagnie du maître Chotoku Kyan.
Vers la fin des années 1930, après le début des hostilités entre la Chine et le Japon, Shinan Masayoshi Kori Hisataka fut posté en Mandchourie. Lors de son séjour, il eut l’opportunité de s’entraîner avec le maître Minoru Mochizuki, un étudiant du créateur du judo, maître Jigoro Kano, et du fondateur de l’aïkido, maître Morihei Ueshiba. Il est dit que certaines des techniques du karatedō Shorinjiryu auraient été influencées par maître Minoru Mochizuki. Il aurait également étudié un art martial chinois connu sous le nom de Baji Quan lors de son séjour.
Quelques années plus tard, à la fin de la guerre et à la suite du décès de son principal instructeur, maître Chotoku Kyan, il fonda les écoles de karatedō Shorinjiryu Kenkokan afin de promouvoir la santé et la discipline. Shinan Masayoshi Kori Hisataka créa ainsi son propre style de karaté, le Shorinjiryū kenkoken, dérivé du karaté qui lui avait été enseigné par maître Anko Azato et maître Chotoku Kyan, ainsi que du judo, du jujutsu, de l’aikijutsu et de différents arts martiaux chinois. Il ouvrit sa première école de karatedō Shorinjiryu en 1947. Il continua alors à développer son art en utilisant ses connaissances de différents arts martiaux japonais, chinois et d’Okinawa et ses nombreuses années de pratique. Il mit alors l’accent sur le développement de l’individu tant sur le plan physique que mental, principe qui devint en quelque sorte sa devise.
Il mit également l'emphase sur les différents aspects qui caractérisent aujourd’hui le Shorinjiryu, tels que l’utilisation de toute la force du corps dans les techniques (le déhanchement), l’utilisation du talon lors de certains coups de pied, la position verticale du poing lors des coups de poing, l’apprentissage et l’exécution de kumite, les positions relativement hautes, l’utilisation d’esquives en préférence aux blocages et l’utilisation de bogus[Quoi ?] pour plus de sécurité. En 1964, à la demande spéciale du gouvernement japonais, il introduit le Shorinjiryū aux États-Unis. Il envoie alors plusieurs de ses meilleurs étudiants, dont son fils, shihan Masayuki Kukan Hisataka, ouvrir des écoles de karaté Shorinjiryū kenkokan à New York, à Baltimore et à Montréal.
En 1974, Shinan Masayoshi Kori Hisataka se retira de l'enseignement quotidien du karatedō et céda sa place à son fils. Il est mort en 1988, laissant les écoles de karatedō Shorinjiryū kenkokan dans les mains de son descendant.

#### Shorinjiryū Shindo Budō Kwai
Hanshi Michel Laurin a toujours été passionné par les sports de combat. À quatre ans, son père l'initie à la boxe. À 12 ans, influencé par les exploits de Bruce Lee, il commence l'apprentissage du karaté. À 19 ans, il se rend au Japon pour deux ans où il s'entraîne sous la supervision de shihan Masayoshi Kori Hisataka et de son fils, shihan Masayuki Kukan Hisataka. Lors de son séjour, il remporte 3 fois le championnat du Japon. Il remporta également 6 fois le championnat mondial de karaté Koshiki (style de combat du Shorinji ryu). Il fonde par la suite sa propre branche de karaté Shorinjiryū, le Shorinjiryū shindo des écoles budō kwai. Hanshi Michel Laurin est actuellement 9e dan et dirige un dojo à Santa Clarita, en Californie. Hanshi Laurin a enseigné et formé plusieurs personnes qui sont aujourd'hui responsables de ses écoles du Québec, dont le shihan feu Ghislain Doré, le kyōshi Gilles Labelle, le shihan Patrick Panneton et le renshi Larry Foisy. Ceux-ci ont tous leur propre école aujourd'hui. Respectivement à Saint-Jérôme, Sainte-Adèle, Sainte-Agathe-Des-Monts et Sherbrooke.

#### Shotobudō Ryu

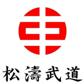

Le Shotobudō est un nouveau style de karaté du XXIe siècle, créé par senseï Pascal Ninot. Ce style met en exergue dans le karaté, les armes du kobudō d'Okinawa (bâton, tonfa, saï etc.). Le shotobudō karaté utilise notamment le bō (bâton long) dans les kihon, les katas et les bunkai du karaté Shōtōkan. Dans les bunkai, tori (l'attaquant) utilise principalement le sabre. C'est peut-être un paradoxe pour l'art du combat aux mains vides, mais cette forme de travail originale, qui équipe le karatéka avec les armes du kobudō, est un travail innovant qui met en relation directe le karaté et le kobudō. Le shotobudō est en quelque sorte, un prolongement du karaté Shōtōkan et il permet en outre, de retrouver les gestes authentiques du karaté et du budō de l'époque féodale d'Okinawa ou encore de la Chine ancienne.

#### Shōtōkaï Egami Ryu
Le Shōtōkai-ryū est une association fondée en 1935 par les disciples de Gichin Funakoshi, mais qui ne devient un style de karaté à part entière qu’en 1957, sous l’égide de Shigeru Egami. Ce style se veut être le prolongement des recherches de Yoshitaka Funakoshi (Shōtōkan) et intègre des techniques et notions propres à l’aïkido afin de rendre la méthode davantage en rapport avec les traditions martiales japonaises (budō). Deux courants prédominent : le Shōtōkaï actuel, celui de Tetsuji Murakami (également subdivisé en plusieurs associations du fait de sa mort et de la dispersion de ses élèves : International karate do shotokaï, Aïki-karate-do, Kiseikai, Shōtōkaï Europe, Mushinkai, Shōtōkaï Egami Do…), et celui de Mitsusuke Harada qui est revenu à une pratique plus classique. L’appellation de ce style, bien que significative du style par rapport à l'association créée en 1935, n'est pas dans son contexte exact.
En effet, jusque dans les années 1965-1966, on parlait uniquement du style Shotoikai qui fut importé du Japon avec la venue d'un 4e dan français (nommé par Egami senseï) porteur d'une lettre dans laquelle Egami demandait que l'on enseigne son style spécifique dès réception de cette lettre. Cette lettre fut remise à Marc Bassis qui a alors commencé à enseigner les changements du style Shōtōkan spécifique au groupe Egami de l'association Shōtōkaï NKS (Nippon Karate Shōtōkaï). Dans cette association, il y avait en ce temps-là deux courants : celui du Shōtōkan de son créateur Funakoshi Gichin représenté par Hironishi et celui de Egami qui avait commencé à changer les formes de son maître depuis quelques années.
On parlait ainsi du karaté Shōtōkaï pour se référer uniquement au style transformé par Egami. Ce n'est qu'en 1995, afin de se distinguer du style Shōtōkaï des élèves de Murakami (qui a, par ailleurs, enseigné le style sans l'avoir jamais pratiqué et qui n'a pas transmis les formes d'Egami de façon exacte mais adaptés à sa compréhension), qu'un élève de Harada, A. Schneider (qui fut l'un des derniers à avoir suivi au Japon un stage avec Egami senseï) a créé l'association AKSER et a appelé officiellement le style Shōtōkaï Egamiryū (nom enregistré à l'INPI). Après la mort de ce dernier, toutes les associations issues des élèves de Murakami ont créé leur propre organisation — sauf celle créée par un ancien membre de l'AKSER — et, pour garder le nom d'Egami dans son appellation, ils l'ont baptisée Egami-do puisque le nom Egami Ryu était protégé.

#### Tokitsu Ryu Jiseidō:jisei budō(jisei karatedōettai-chi de combat)
Synthèse de différentes écoles chinoises et japonaises, le Tokitsu-Ryu Jiseidō est une méthode fondée sur l'intégration de la respiration, de l'énergie et de l'action martiale via l'art de la percussion. Développée en plus de 40 ans d'études et de recherches menées par Maître Kenji Tokitsu, 10e Dan WUKO La méthode fait sienne le concept profondément ancré dans la culture orientale selon lequel le corps et l'esprit forment une unité indissoluble. Le Jiseidō est le produit d’une conjugaison du Karaté, du TaiChi , du Yi Chuan, du Da Cheng Chuan, de l’Art du sabre japonais, et du Kikô de la méthode du Dr Yayama. Voir le site à ce sujet.

#### Uechi
Uechi-ryū est un style de karatedō okinawaïen hérité de l'enseignement de Kanbun Uechi, qui naquit à Okinawa le 5 mai 1877. Son père était un paysan et la famille Uechi vivait très modestement. Homme tranquille et très doux, le père se faisait souvent importuner par ses voisins. Aussi, le jeune Kanbun décida-t-il d’apprendre les arts martiaux pour devenir fort et se faire respecter. À l’âge de vingt ans, pour éviter la conscription, il partit en Chine. Là, en 1897, dans la province de Fujian, il fit la connaissance d’un maître chinois Zhou Zihe (Shu Shiwa en okinawaïen). Shu Shiwa, expert d’une école de boxe chinoise du nom de pangainoon, enseignera ce style à Kanbun pendant dix ans. Ce type d'art martial est basé sur les boxes du tigre, de la grue et du dragon. Son originalité est le travail main ouverte, les coups portés avec la pointe des orteils, des piques aux yeux, des blocages circulaires…
Kanbun Uechi, sous la surveillance de son maître Shu Shi Wa, obtint son menkyo kaiden (diplôme de professeur), et fonda ensuite un dojo en Chine dans lequel il enseigna pendant trois ans. Il retourna finalement à Okinawa, en 1909, après avoir passé 13 ans en Chine. Son style associe l'attaque et la défense dans un même mouvement et favorise l'endurcissement du corps pour l'attaque et la défense, notamment lors du kata sanchin.

#### Yoseikan Budo
Le Yoseikan Budo utilise les coups (poings, coudes, pieds, genoux, tête), les projections, les immobilisations, les clefs, les étranglements, les armes (traditionnelles ou recouvertes de mousse).
Le pays où il est le plus développé est la France, où vit son créateur, le maître Hiroo Mochizuki, fils d'un élève de Jigorō Kanō, le créateur du judo puis élève de Morihei Ueshiba, le fondateur de l'aïkido, nommé Minoru Mochizuki.
En France elle fait partie de la Fédération française de karaté (FFK).

#### Yoseikan karate-dō
Le Yoseikan karate-dō est un style de karaté fondé au Québec par Giancarlo Borelli-Lucchesi. La Fédération Yoseikan Karaté-Do compte plus de 30 écoles au Québec, plusieurs écoles en Côte d'Ivoire et une en France.

#### Yōseikan-ryū
Le Yōseikan-ryū a été fondé au Québec, par maître Aymé Favre. Puis le style a été développé par maître Jim Hartnell et Jacques Marleau.  L'Association Yoseikan Ryu opère trois dojos, notamment à Longueuil, Pointe-aux-Trembles et à St-Hyacinthe. 

#### Zendokan
Le zendokan dénommé Shōtōkan dharma, a été créé vers la fin de 1950 par le défunt Michael Kelly, qui avait étudié le Okinawa-te et le judo après son retour de la Seconde Guerre mondiale. Ce style ayant beaucoup évolué depuis sa création, plusieurs mouvements et positions le distinguent des autres styles de karaté.

## Lexique des termes japonais couramment utilisés au karaté

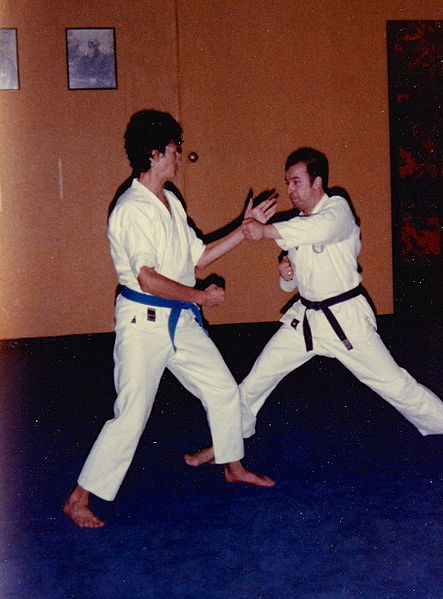
Gyaku zuki

Au karaté, même en dehors du Japon, on emploie des termes japonais pour désigner les parties du corps, les techniques, les postures, etc.
| Mot japonais                                                   | Traduction française                                          |
| -------------------------------------------------------------- | ------------------------------------------------------------- |
| 上げ (Age)                                                     | Lever, remonter                                               |
| 当て身 (Atemi)                                                 | Frappe                                                        |
| 払い （Harai）（parfois Barai）                                | Dévier                                                        |
| 中段 (Chūdan)                                                  | Niveau moyen (abdomen)                                        |
| 段 (Dan)                                                       | Niveau, degré, grade pour une ceinture noire                  |
| 立ち (Tachi) (parfois dachi)                                   | Position                                                      |
| 道場 (Dojo)                                                    | Endroit où l'on apprend la « voie », où se pratique le karaté |
| 猿臂（Enpi） (ou 肘 (Hiji)                                     | Coude                                                         |
| 下段 (Gedan)                                                   | Niveau bas (jambes)                                           |
| 蹴り (Keri) (parfois geri)                                     | Attaque de la jambe (coup de pied)                            |
| 逆 (Gyaku)                                                     | Contraire, opposé                                             |
| 背刀（Haitō）                                                  | Tranchant intérieur de la main (côté pouce)                   |
| 始め (Hajime)                                                  | Commencez !                                                   |
| 腹 (Hara)                                                      | Ventre                                                        |
| 左 (Hidari)                                                    | Gauche                                                        |
| 膝 (Hiza)                                                      | Genou                                                         |
| 上段 (Jōdan)                                                   | Niveau haut (visage)                                          |
| 空手 (Kara-te)                                                 | Main vide                                                     |
| 関節蹴り (Kansetsu geri, littéralement « coup de pied-genou ») | Coup de pied cassant (pratiqué au niveau des genoux)          |
| 決め (Kime)                                                    | Décision (être prêt(au combat))                               |
| 級 (Kyu)                                                       | Classe, grade avant le dan                                    |
| 前蹴り (Mae geri, littéralement « coup de pied avant »)        | Coup de pied de face                                          |
| 回し蹴り (Mawashi-geri)                                        | Coup de pied circulaire                                       |
| 右 (Migi)                                                      | Droite                                                        |
| 双手 (Morote)                                                  | À deux mains                                                  |
| 抜き手 (Nukite, littéralement « main qui arrache »)            | Pique des doigts de la main                                   |
| 追い突き（Oi tsuki）                                           | Coup de poing en poursuite                                    |
| 礼 (Rei)                                                       | Salut                                                         |
| 流 (Ryū, littéralement « courant »)                            | Utilisé pour désigner les courants des écoles de karaté       |
| Sabaki                                                         | Esquiver, tourner                                             |
| 先生 (Sensei)                                                  | Professeur, maître                                            |
| 手刀 Shutō                                                     | Tranchant extérieur de la main                                |
| 足刀 Sokutō                                                    | Tranchant du pied                                             |
| 外 (Soto)                                                      | Extérieur                                                     |
| 畳 (Tatami)                                                    | Tapis en paille de riz                                        |
| 取り (Tori)                                                    | Celui qui attaque                                             |
| 突きTsuki/zuki                                                 | Attaque directe (utilisé pour le poing)                       |
| 内 (Uchi)                                                      | Intérieur                                                     |
| 腕 (Ude)                                                       | Poignet, fin de l'avant-bras                                  |
| 受け (Uke)                                                     | Celui qui se défend, blocage                                  |
| 裏 (Ura)                                                       | Opposé, arrière                                               |
| 後 (Ushiro)                                                    | Derrière                                                      |
| Wado                                                           | Colombe                                                       |
| 止め (Yame)                                                    | Arrêtez !                                                     |
| 横 (Yoko)                                                      | Latéral (ou horizontal)                                       |

## Codes et pratiques

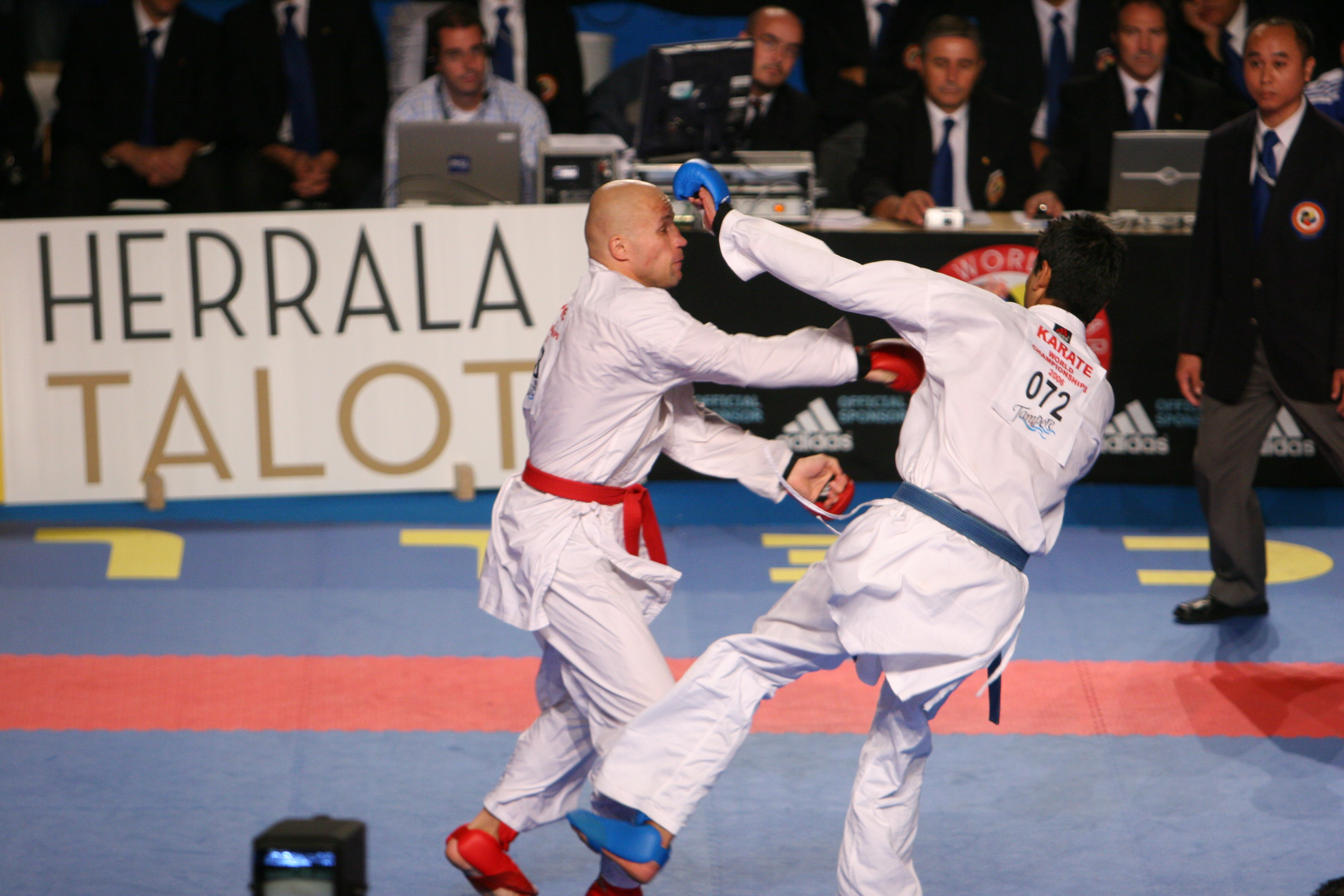
Combat entre Marko Luhamaa et Mohanad Mohamed, lors du championnat du monde, en 2006.

Souvent, les cours commencent et se terminent par une courte méditation et par le salut (rei), les élèves faisant face au professeur, ou senseï. Parfois, les plus gradés ou anciens (sempai) sont situés légèrement à part et saluent le senseï séparément en plus du salut à tous. Le salut se fait avec un respect mutuel.
Les séances d'apprentissage commencent habituellement (même si ce n'est pas codifié) par un échauffement qui prépare les muscles et les articulations à l'entraînement proprement dit. On adaptera l'échauffement à l'entraînement qui suivra en insistant sur la souplesse, l'endurance ou la force physique.
L'entraînement peut se composer de kihon, constitué de répétitions et/ou d'enchaînements de mouvements ; de l'apprentissage d'un ou de plusieurs katas (combat imaginaire codifié contre un ou plusieurs adversaires) ; de l'assimilation de bunkai (application du kata au combat) et enfin de kumite (combat), lequel peut être souple (ju-kumite) pour s'échauffer et tester des techniques ou plus codifié pour apprendre la prise de distance et les tactiques de combat (ippon kumite, sambon kumite, gohon kumite, pinan kumite, oyo kumite).

## La compétition en karaté sportif
Ici sont expliquées les règles de la compétition selon la Fédération mondiale de karaté (WKF), reconnue par le mouvement olympique. Des compétitions d'autres styles suivent des règles différentes, par exemple les compétitions de Kyokushinkai, régies en France par la Commission nationale Kyokushinkai au sein de la Fédération française de karaté. D'autres compétitions sont régies par les règles de la World Kickboxing and Karate Association (WKA), notamment en Amérique du Nord.En Belgique le karate est le sport le moins valorisé 

## Lekumite(combat), en individuel

### La tenue et les protections
Les compétiteurs portent une tenue qui diffère selon le style mais chaque pratiquant porte un gi (uniforme), généralement blanc (mais qui peut être d'une autre couleur) et une ceinture de couleur rouge ou bleu selon qu'il est aka ou ao.
Selon les règles de la compétition, les participants portent ou non des protections. Dans certains cas, les combattants n'ont aucune ou très peu de protection. Dans d'autres cas, il peut être autorisé ou obligatoire de porter des gants, un casque, un protecteur buccal, des protège-tibia, protège-facial, coquille, pied, etc.
Les protections ne sont pas obligatoires ou plus importantes si la compétition est de type full contact. Dans certains tournois où les coups à plein contact sont permis, il n'y a aucune protection. Dans d'autres, les participants sont extrêmement protégés.

### Techniques autorisées
Dans la plupart des compétitions, il n'est pas permis de viser des cibles vitales sous la ceinture tels que les parties génitales ou les genoux. Il est souvent permis de faucher ou de balayer une jambe, soit pour déséquilibrer, déranger ou tout simplement faire chuter l'adversaire.
Il est rarement permis que des coups à mains ouvertes soient portés (avec le tranchant de la main par exemple, ou la pointe des doigts). De façon générale, il est également interdit de s'acharner sur un adversaire qui se retrouve au sol.
Dans certains cas, le compétiteur doit accumuler des « points », en touchant des cibles permises (sans contact ou avec contact selon le cas) pendant une période de temps déterminée. Dans bien des cas, une fois qu'on a accumulé le nombre de points maximum (8 points d'écart), on remporte la victoire, avant que la limite de temps soit écoulée.
Dans d'autres types de compétitions, l'objectif est de battre l'adversaire en le faisant abandonner ou en le mettant KO (c'est ce qu'on voit normalement en compétition Kyokushin). Le vainqueur est celui qui a mis hors combat son adversaire ou qui l'a fait tout au moins chuter pendant l'affrontement.
Certaines compétitions utilisent l'aide de juges qui sont aux quatre coins de la surface de combat. Ces juges détermineront le vainqueur ou aideront l'arbitre à prendre la décision finale. Dans certaines compétitions, ces juges prennent des notes au fur et à mesure du combat. Dans d'autres, ceux-ci lèvent un drapeau à chaque bon coup porté, durant le combat. L'arbitre arrête le combat dès qu'une frappe légale et efficace est portée si cela est la règle (compétition aux « points »).

#### Comptage des points
Le comptage des points est très variable selon les règles de la compétition. Dans certaines compétitions, il n'y a aucun point à compter, l'objectif étant de mettre l'adversaire au sol ou hors combat par des frappes réelles. Dans d'autres cas, les points sont accordés à des combattants qui portent des atemi :
- sur des cibles permises ;
- avec une bonne précision et une bonne intensité ;
- avec un contrôle souhaité (sans contact ou avec peu de contact selon le cas au visage) ;
- avec une bonne concentration.

Au corps, le contact est autorisé jusqu'au KO (règle des 10 secondes).
Les points sont accordés en fonction de la sévérité de l'arbitre et des juges, sévérité qui varie selon le niveau des pratiquants qui combattent : on sera souvent plus sévère avec des pratiquants ayant un haut niveau d'expérience (ceintures noires) qu'avec des débutants.
Dans certaines compétitions, dès que l'on atteint le nombre de points nécessaires à la victoire, le combat est stoppé, peu importe s'il n'a pas duré le temps prévu.

#### Les infractions
Des infractions aux règles établies peuvent amener des pertes de points ou, dans certains cas, une disqualification.
Il y a infraction lorsque des coups interdits sont portés, et des gestes ou propos offensants ou inadéquats sont souvent considérés comme des infractions (gestes ou propos vis-à-vis l'adversaire ou un arbitre, par exemple).
L'infraction est souvent punie par la perte de points ou par un avertissement, mais les infractions peuvent amener, même sans disqualification, une défaite du combattant (par exemple s'il ne reste que cette façon pour établir un gagnant lors d'un match).

#### Déroulement du combat
Selon les règles de la compétition, le combat peut durer une, deux ou trois minutes voire beaucoup plus.
Généralement, les compétiteurs masculins et féminins ne combattent pas dans la même catégorie. Il y a aussi bien souvent, même si cela n'est pas automatiquement le cas, des catégories de poids et de grades.
On attend des combattants qu'ils démontrent de la précision, de l'efficacité et de la combativité. La notion d'efficacité varie selon les tournois. Dans un tournoi où il y a un contact réel, on cherche à voir si le coup porté est puissant (si le combattant tombe, cela en est souvent la preuve évidente). Dans un tournoi où on compte les points, on cherche à voir si la frappe est vive, précise et contrôlée.
Le combat se déroule selon le temps établi, et on calcule le nombre de points portés, selon le cas. Dans d'autres cas, on arrête le combat dès que le nombre de points maximum est atteint (deux ou trois points bien souvent).
Dans certains types de tournois dits « avec contact », on arrête le combat dès qu'un adversaire est hors combat.

## Les grades et ceintures

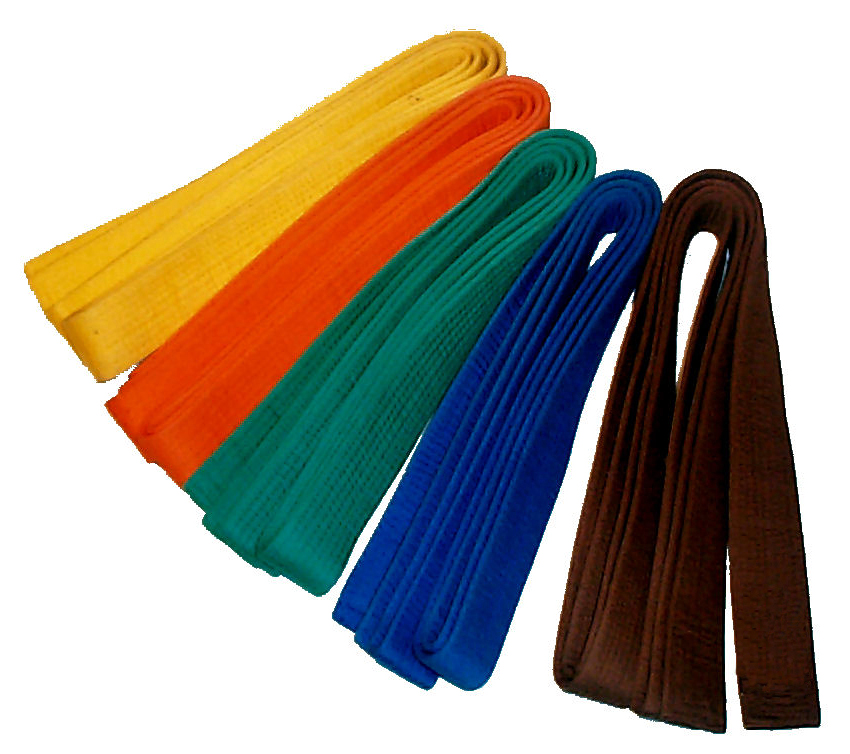
Éventail des principales couleurs de ceinture utilisées (Les couleurs peuvent varier selon les styles).

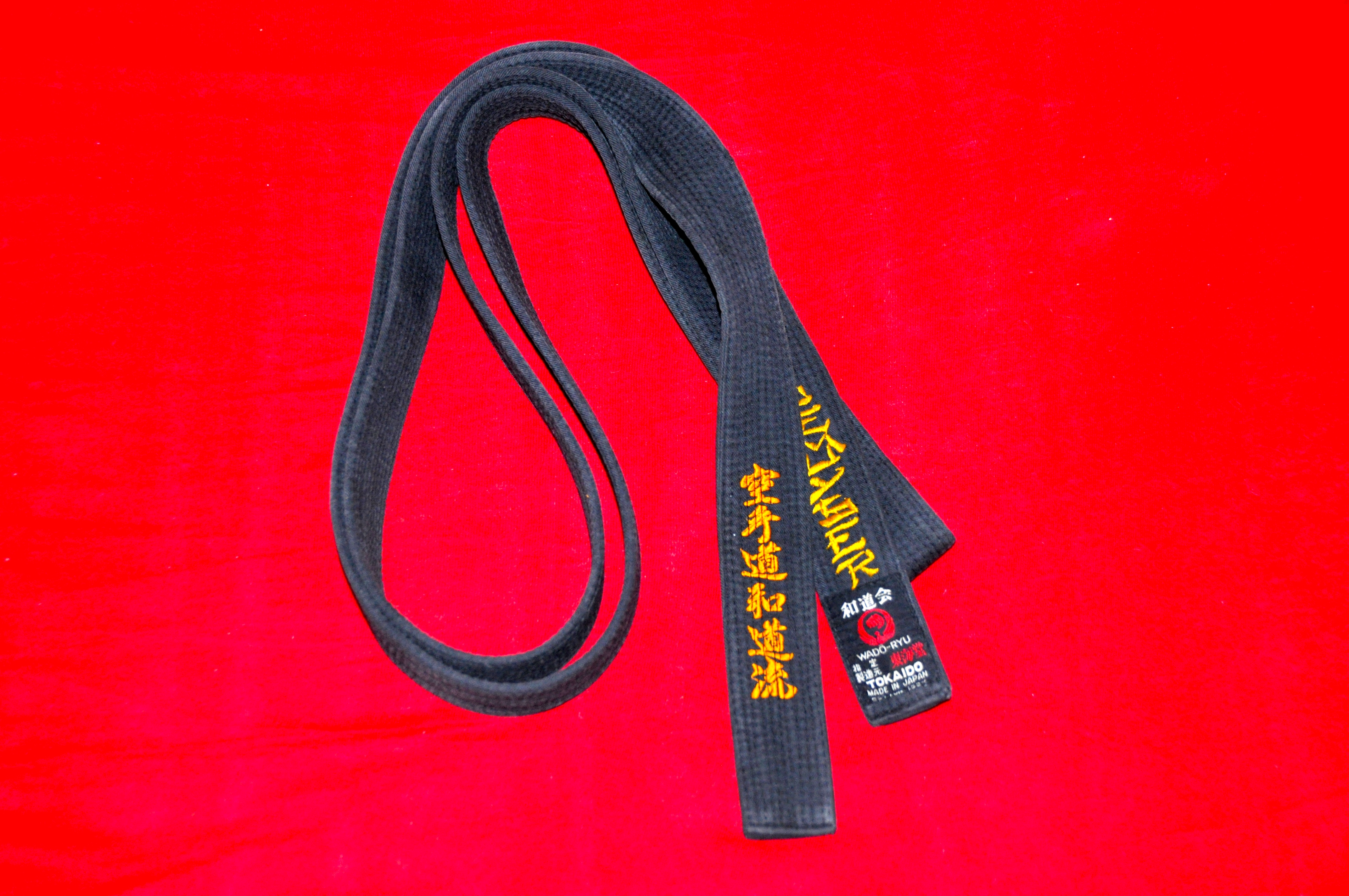
Ceinture noire, karaté wadō-ryū.

Les couleurs des ceintures de karaté sont blanc, jaune, orange, vert, bleu, (mauve) marron et noir. L'ordre des couleurs et le nombre de ceintures peuvent varier dans certains styles de karaté.
À l'origine, au Japon, les pratiquants portaient un kimono blanc, similaire à leur habit de travail, ainsi qu'une ceinture blanche pour fermer la veste. La ceinture blanche devenant marron puis noire au fur et à mesure de l'entraînement, la ceinture noire fut considérée comme l'ultime étape à atteindre.
Le style Shōtōkan de maître Ohshima a gardé ce principe originel de trois couleurs, blanche du 9e au 4e kyu, marron du 3e au 1er kyu, puis noire à partir de shodan (premier dan).
Même si à l'origine, le karaté et les autres arts martiaux n'utilisaient la ceinture que pour tenir le pantalon, il devint vite courant de différencier le pratiquant initié (et non « accompli ») du débutant en ceignant une ceinture noire (initié) ou blanche (débutant). Par la suite, la ceinture marron apparut. Elle désignait l'élève sur le point d'obtenir la ceinture noire. De nos jours, une classification large et variée existe et varie dans certains styles.
Néanmoins, les différents pratiquants s'entendent en général sur les éléments suivants :
1. Il peut y avoir entre six et dix niveaux à gravir jusqu'à la première ceinture noire. Ils sont appelés kyus (級, qui est le chiffre « neuf », et vont par conséquent de neuf à un (voir la liste des couleurs ci-après à titre indicatif). Ces niveaux sont à la discrétion du senseï et/ou de la fédération et peuvent être encore subdivisés en sous-grades, généralement représentés par des barrettes noires ou de couleur apposées sur la ceinture. Ces barrettes sont parfois utilisées sur la ceinture blanche (dans certains styles traditionnels) pour indiquer les kyus à défaut des changements de couleur ;
2. Ensuite vient la ceinture noire, qui est en fait le 1er dan (段, « étape ») : le karatéka a acquis les bases du style ;
3. Puis, les dans se succèdent en ordre croissant jusqu'au 10e dan, qui est le grade le plus élevé et bien souvent réservé au soke (ou directeur du style, le fondateur ou son héritier). Les passages de grade se font dans le club jusqu'au 1er kyu mais, en France, les dans sont passés devant un jury (suivant un programme en général délimité collégialement, selon la fédération et le groupement du club). Toutes les écoles ne décernent pas le même nombre maximum de dans. Certaines écoles autorisent de monter plus vite leurs grades dans : la progression n'est pas homogène.

Les ceintures bicolores (blanche et jaune, jaune et orange, etc.) sont parfois utilisées comme ceintures intermédiaires et remplacent les barrettes. Selon les styles, les couleurs (sauf blanche, marron et noire) peuvent être différentes, et leur succession, différer. Dans des styles voisins, la ceinture marron est parfois remplacée par une ceinture rouge.
| 9e kyu (blanche) | 8e kyu (jaune) | 7e kyu (orange) | 6e kyu (verte) | 5e kyu (violette/bleue¹) | 4e kyu (violette/bleue¹) | 3e kyu (marron) | 2e kyu (marron) | 1er kyu (marron) | 1er dan, 2e dan, 3e dan… (noire) |

| Blanche 9e kyu             |
| Jaune 8e kyu               |
| Orange 7e kyu              |
| Verte 6e kyu               |
| Bleu 5e kyu                |
| Bleu 4e kyu                |
| Marron 3e kyu              |
| Marron 2e kyu              |
| Marron 1er kyu             |
| Noire 1er, 2e, 3e… 10e dan |

Pour le Kyokushin, les couleurs sont (shidokan, kudo daido juku pas d'orange)[pas clair]
| 11e kyu (blanche) | 10e kyu (orange) | 8e kyu (bleue) | 7e kyu (bleue + barrette) | 6e kyu (jaune) | 5e kyu (jaune + barrette) | 4e kyu (verte) | 3e kyu (verte + barrette) | 2e kyu (marron) | 1er kyu (marron) | 1er dan, 2e dan, 3e dan… 10e dan Matsutatsu Oyama (1923 - 1994) (noire) |

| Blanche 11e kyu            |
| Orange 10e kyu             |
| Bleu 8e kyu                |
| Bleu + barrette 7e kyu     |
| Jaune 6e kyu               |
| Jaune + barrette 5e kyu    |
| Verte 4e kyu               |
| Verte + barrette 3e kyu    |
| Marron 2e kyu              |
| Marron 1er kyu             |
| Noire 1er, 2e, 3e… 10e dan |

Ensuite, le pratiquant porte la ceinture noire à partir du 1er dan. Toutefois, dans certains styles, il est permis de porter une ceinture à barrettes rouge et blanche à partir du 6e dan, et une ceinture rouge ou blanche (pour marquer le fait que l'on ne cesse d'apprendre et boucler la boucle) à partir du 9e dan.
L'article L. 212-5 du Code du sport français prévoit que
« Dans les disciplines sportives relevant des arts martiaux, nul ne peut se prévaloir d'un dan ou d'un grade équivalent sanctionnant les qualités sportives et les connaissances techniques et, le cas échéant, les performances en compétition s'il n'a pas été délivré par la commission spécialisée des dans et grades équivalents de la fédération délégataire ou, à défaut, de la fédération agréée consacrée exclusivement aux arts martiaux. »
À ce titre et en ce qui concerne le karaté, seules les ceintures noires et les dans délivrés par la Commission Spécialisée des Dans et Grades Équivalents de la Fédération Française de Karaté sont reconnus en France. Le premier pratiquant à recevoir la haute distinction du 10ᵉ dan fut Hiroo Mochizuki ; il fut suivi par Dominique Valera et Jean-Pierre Lavorato.
Dans les combats des compétitions de la WKF, les pratiquants portent une ceinture rouge (aka) ou bleue (ao) [qui remplace maintenant la blanche (shiro)], pour permettre au public et aux arbitres de les différencier plus facilement et de les désigner au moyen de drapeaux bleus ou rouges.

## Le karaté comme arme de santé
On traduit le plus souvent le mot "karaté" par « main vide », au sens de lutter à mains nues, mais les origines bouddhiques du karaté nous renvoient également à des conceptions plus philosophiques et méditatives. C'est ainsi que l'on peut relever sous cette appellation l'idée d'avoir les mains vides au sens de se décharger de son quotidien. On associera alors la pratique de cet art martial au concept de lâcher prise. En ce sens, le karaté devient un outil de gestion du stress et un moyen de mettre une distance entre soi et ses soucis.
Les méthodes de travail respiratoire que l'on peut retrouver dans certains katas (notamment Sanchin et Tenshō, qui sont des katas du Gojū Ryu) reposent sur des préceptes de modulation et de positionnement de la respiration issus du yoga.
Enfin, la pratique du karaté constitue un cheminement au plus profond de son être. Il confronte les gens à leurs instincts de violence, à leurs fantasmes de domination ou à leur peur de la confrontation et amène chacun, pas à pas, à gérer les conflits qui naissent chaque jour dans la vie en les purgeant de leur caractère dramatique. « Le karaté, chemin vers un plus grand moi », est alors la voie de la sérénité.
Néanmoins, le karaté peut être pratiqué comme une activité gymnique. Ainsi, chaque partie du corps peut être sollicitée, et la pratique adaptée à chaque morphologie.
CAMI Sport & Cancer propose des programmes de thérapie sportive incluant des cours de Karaté.
Le karaté est utilisé comme accompagnement chez les personnes atteintes de cancer soit
en cours de traitement , soit après traitement et pendant les remissions.
Cette pratique sportive améliore la qualité de vie, le risque de rechute et diminue les effets indésirables des traitements.

## Sport de combat et/ou art martial?
Même si le karaté est actuellement pratiqué comme un sport par bon nombre d'adeptes sur la planète, beaucoup de pratiquants ont encore à cœur le code du bushido (« la voie des techniques du guerrier ») et n'hésitent pas à le mettre de l'avant dans leur pratique. Dans cette dernière voie, le karaté devient plus un art de vivre qu'un simple sport et tend vers la maîtrise du corps et de l'esprit.
Historiquement, ce code bushido est en fait le code d'honneur de la caste militaire japonaise des samouraïs, qui émergea véritablement pendant la période Heian au XIIe siècle. L'apparition du terme "bushido" date du XVIe siècle, au moment où le Japon était ravagé par les guerres civiles. Il fut standardisé au XVIIe siècle, sous la période Tokugawa. Le samouraï y était alors considéré comme un exemple vivant. Ce code est imprégné de nombres d'influences bouddhiques et taoïstes.
Les grandes lignes en sont les suivantes :
- L’honneur (meiyo)

C’est la qualité essentielle. Nul ne peut se prétendre budōka (guerrier au sens noble du terme) s’il n’a pas une conduite honorable. Du sens de l’honneur découlent toutes les autres vertus. Il exige le respect du code moral et la poursuite d’un idéal de manière à toujours avoir un comportement digne et respectable. Il conditionne notre attitude et notre manière d’être vis-à-vis des autres.
- La fidélité (chujitsu)

Il n’y a pas d’honneur sans fidélité et loyauté à l’égard de certains idéaux et de ceux qui les partagent. La fidélité symbolise la nécessité incontournable de tenir ses promesses et de remplir ses engagements.
- La sincérité (seijitsu ou makoto)

La fidélité nécessite la sincérité dans les paroles et dans les actes. Le mensonge et l’équivoque engendrent la suspicion, qui est la source de toutes les désunions. En karatédo, le salut est l’expression de cette sincérité ; c’est le signe qu'on ne déguise ni ses sentiments, ni ses pensées, qu'on se sait authentique.
- Le courage (yuuki ou yuukan)

La force d’âme qui fait braver le danger et la souffrance s’appelle le courage. Ce courage qui nous pousse à faire respecter, en toutes circonstances, ce qui nous paraît juste et qui nous permet, malgré nos peurs et nos craintes, d’affronter toutes les épreuves. La bravoure, l’ardeur et surtout la volonté sont les supports de ce courage.
- La bonté et la bienveillance (shinsetsu)

La bonté et la bienveillance sont des marques de courage qui dénotent une haute humanité. Elles nous poussent à l’entraide, à être attentif à notre prochain et à notre environnement, à être respectueux de la vie.
- La modestie et l’humilité (ken)

La bonté et la bienveillance ne peuvent s’exprimer sincèrement sans modération dans l’appréciation de soi–même. Savoir être humble, exempt d’orgueil et de vanité, sans faux-semblant est le seul garant de la modestie.
- La droiture (tadashi ou sei)

Faire preuve de droiture, c’est suivre la ligne du devoir et ne jamais s’en écarter. Loyauté, honnêteté et sincérité sont les piliers de cette droiture. Elle nous permet de prendre sans aucune faiblesse une décision juste et raisonnable.
- Le respect (sonchoo)

La droiture engendre le respect à l’égard des autres et de la part des autres. La politesse est l’expression de ce respect dû à autrui, quelles que soient ses qualités, ses faiblesses ou sa position sociale. Savoir traiter les personnes et les choses avec déférence et respecter le sacré est le premier devoir d’un budōka, car cela permet d’éviter de nombreuses querelles et conflits.
- Le contrôle de soi (seigyo)

Le contrôle de soi doit être la qualité essentielle de toute ceinture noire. Il représente la possibilité de maîtriser nos sentiments, nos pulsions et de contrôler notre instinct. C’est l’un des principaux objectifs de la pratique du karatédo, car il conditionne toute notre efficacité. Le code d’honneur et la morale traditionnelle enseignée dans le karatédo sont fondés sur l'acquisition de cette maîtrise.

## Le handikaraté ou le i-karaté
Fort de ses racines philosophiques, le karaté moderne a pu se tourner aussi vers des pratiquants dont les handicaps physiques ou mentaux ne permettaient pas une pratique stricte des différents exercices préconisés dans les styles et les écoles officielles. Certains maîtres se sont attardés sur ces pratiques et en ont parfois fait un style à part entière.
D'autres se sont penchés sur la pratique de ce sport en fauteuil roulant pour en faire un handisport très attractif : on trouvera des pratiquants en France, au Canada, en Irlande, en Allemagne et en Belgique. Le Goju-ryu Kuyukai a ainsi revisité tous les katas du style afin de les transposer pour une pratique en fauteuil. C'est le senseï belge et champion du monde WKF Franck Duboisse qui a réalisé cette tâche alors qu'il rencontrait de graves problèmes de mobilité.
La Fédération française de karaté et disciplines associées a créé un groupe de travail handikaraté. Elle a également créé un DVD, Karaté et Langue des signes en collaboration avec des associations de personnes sourdes.

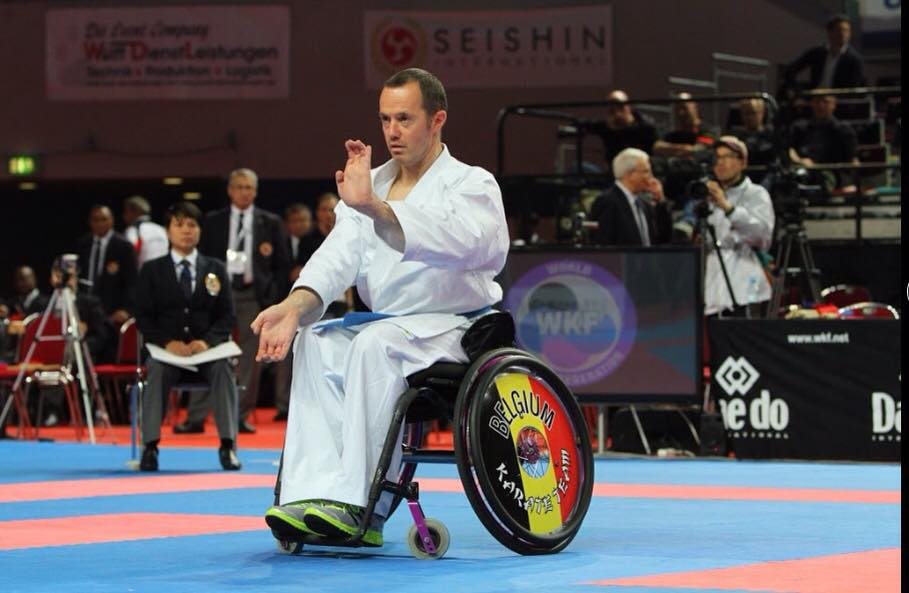
Franck Duboisse, champion du monde Kata WKF 2014

Les compétitions officielles commencent à connaître l'organisation d'épreuves de katas et de kumite en chaise. C'est le cas de l'International Goju Karate Cup (Belgique) ou encore de l'Open d'Istanbul qui ouvrent leurs portes aux pratiquants en chaises actives. La liste des événements du calendrier s'est étoffée considérablement ces dernières années.
La WKF vient d'ouvrir plusieurs catégories pour un public de karatékas ayant un handicap lors des derniers championnats mondiaux à Brême en novembre 2014.
Trois catégories étaient ouvertes :
1. Personnes ayant un handicap mental ;
2. Personnes ayant un handicap visuel ;
3. Personnes ayant un handicap de la mobilité.

Plus de 20 pays ont envoyé des athlètes pour cette première édition historique dans le monde sportif où athlètes valides et athlètes handicapés se sont côtoyés pendant plusieurs jours.
En Belgique encore, une nouvelle association transversale, l'IKF est maintenant très active et a mis sur pied des événements sportifs en intégration avec des valides où l'on voit se confronter des personnes autistes ou des personnes ayant une déficience mentale.
Depuis 2015, pour des raisons de compréhension internationale et pour mettre l'accent sur la pratique intégrée, l'appellation « handikaraté » est délaissée au profit du concept de « i-karaté ».

## Pratique et influence du karaté dans le monde

### En France
1957 : transmission et développement en France du Karaté Shōtōkan-ryū par Maître Hiroo Mochizuki
1963 : transmission et développement en France et en Europe du Karaté Wadō-ryū par Maître Hiroo Mochizuki
L'association France shotokan karaté est créée en 1964 par Tsutomu Ohshima.
1975 : fondation de la Fédération Française de Karaté et Disciplines Assimilées (FFKDA) par Jacques Delcourt
1976 : la FFKDA devient la Fédération Française de Karaté et Arts Martiaux Affinitaires (FFKAMA) 
2006 : la FFKAMA devient la Fédération Française de Karaté et Disciplines Associées (FFKDA) 
Aujourd'hui[Quand ?], la pratique du karaté est notamment représentée par la Fédération Française de Karaté et Disciplines Associées (FFKDA).
En 2009, elle rassemblait environ 200 000 licenciés, dont 30 % de femmes et 70 % d'hommes.
En 2017, elle rassemblait précisément 199 086 licenciés, dont 36 % de femmes et 64 % d’hommes.
Saison 2018-2019, elle rassemblait 244 443 licenciés, dont 36 % de femmes et 64 % d’hommes

### Aux États-Unis
À la suite de la Seconde Guerre mondiale, des militaires américains ont appris le karaté au Japon. En 1945, Robert Trias ouvre le premier dojo de karaté (Shuri Ryu) aux États-Unis.

#### (tri alphabétique)
- Arts martiaux et Histoire des arts martiaux
- Arts martiaux japonais
- Budo
- Chikaraishi, forme d'entraînement en solo
- Goju Ryu
- International Martial Arts Federation
- Japan Karate Association
- Jeetkïdo-kaïkan
- Karatechno
- Kentos
- Kyokushinkai
- Makiwara
- Meijin
- Salut en budo
- Seigokan
- Shito-ryū
- Shorin-ryū
- Shotokan
- Tameshiwari (試し割り)
- Uechi-ryū
- Wadō-ryū (和道流)
- Yoseikan Budo